# Cigoli (pittore)
Lodovico Cardi detto il Cigoli (Cigoli, 21 settembre 1559 – Roma, 15 giugno 1613) è stato un pittore, architetto e scultore italiano.

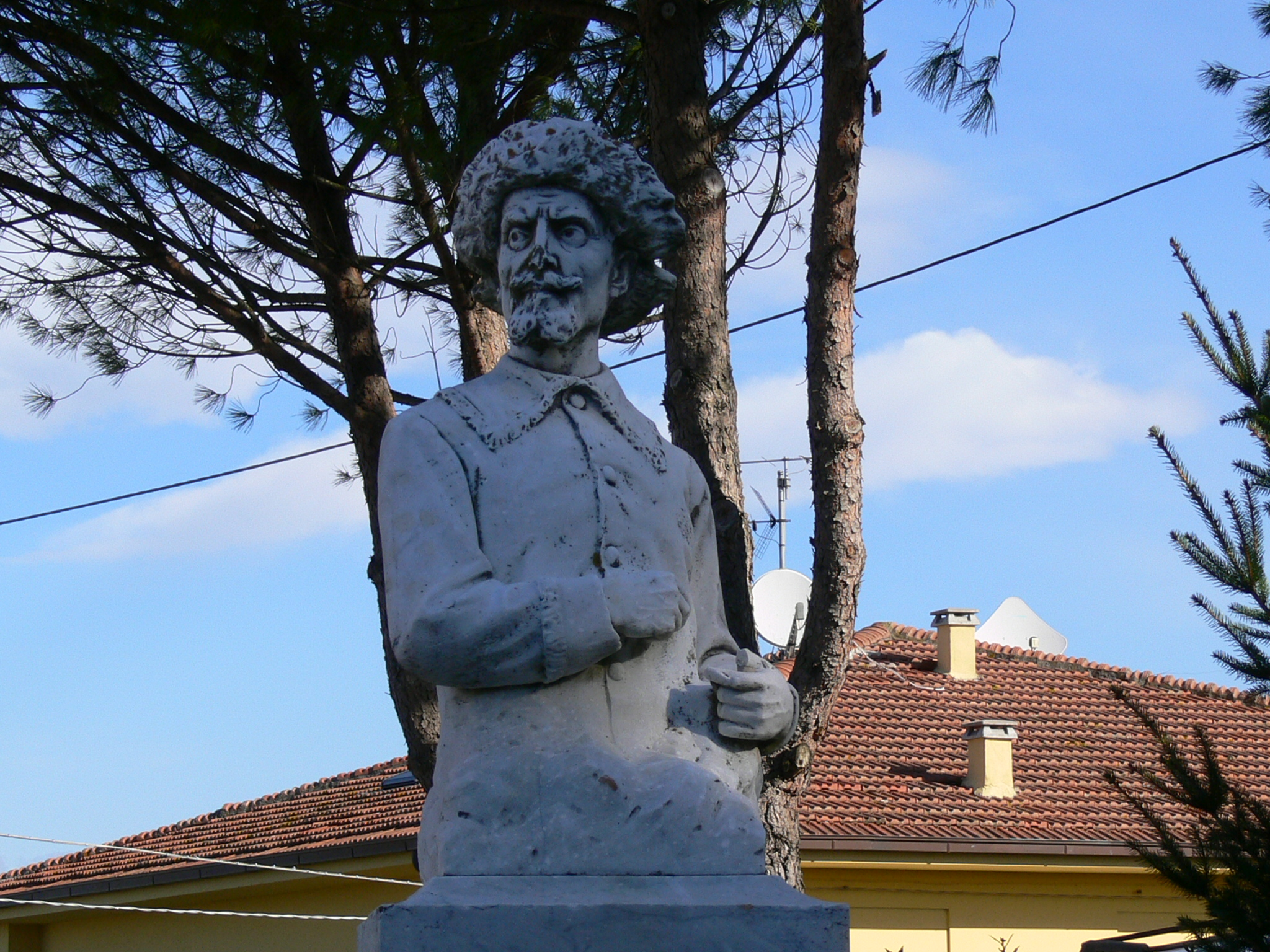
Monumento a Lodovico Cardi, Cigoli (PI)

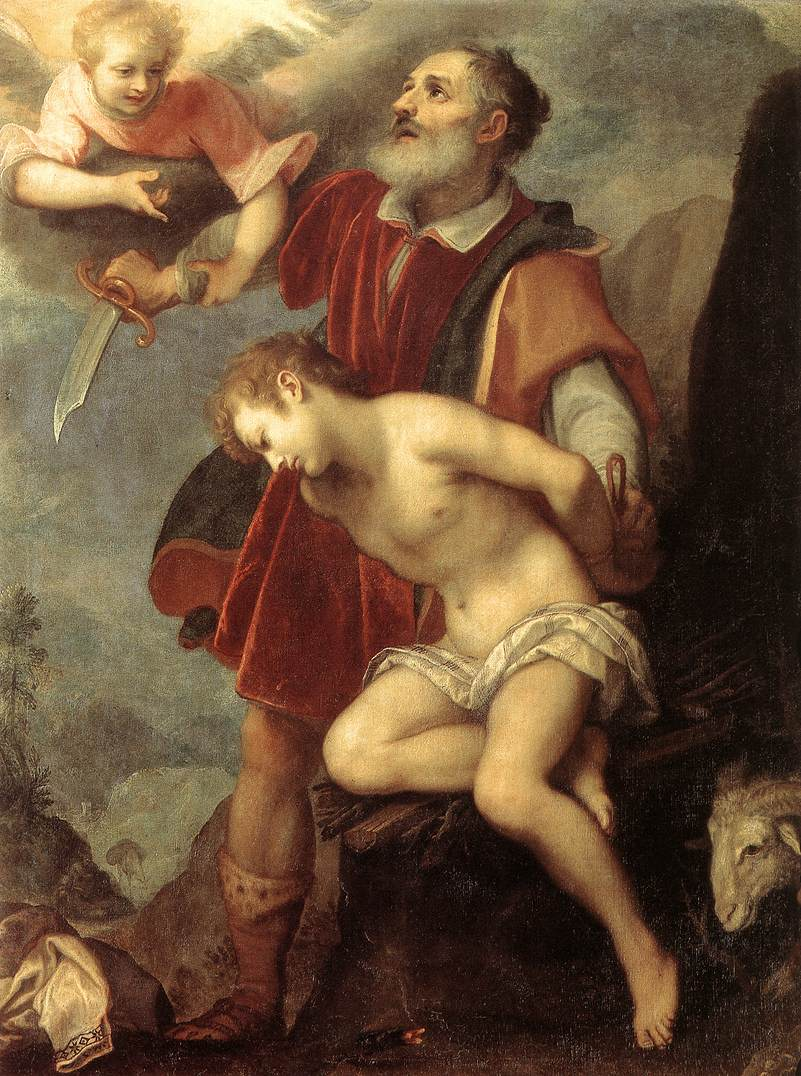
Sacrificio di Isacco, Galleria Palatina

Fu attivo a cavallo tra il periodo del manierismo e il barocco. Formatosi a Firenze, sotto la guida di Alessandro Allori e Bernardo Buontalenti, operò a Firenze e negli ultimi anni della sua vita a Roma, durante il pontificato di papa Paolo V Borghese.
Fu compagno di studi e grande amico di Galileo Galilei. Durante la sua vita artistica si occupò di pittura, arti plastiche, anatomia pittorica, scenografia, letteratura e musica. Ebbe il merito di aver portato il manierismo a Firenze e di essere accolto tra i primi all'Accademia della Crusca. Negli ultimi anni della sua vita fu nominato cavaliere di Malta.
Il suo lontano discendente è stato l'attore e doppiatore Emilio Cigoli.

## Biografia

### Origini e formazione

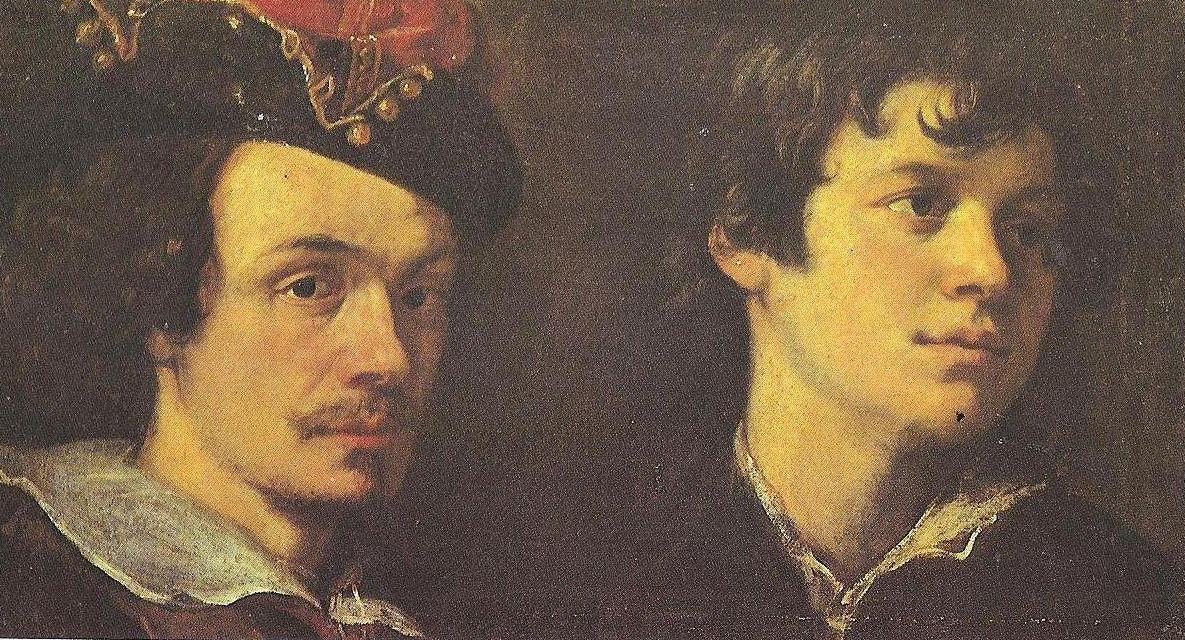
Doppio ritratto il giovane Lodovico, Cortona, Museo dell'accademia Etrusca

Figlio di Giovan Batista Cardi e Ginevra del Mazzi (Mazza o Mazzi), nacque il 21 settembre 1559 in un'abitazione presso l'odierna Villa Sonnino, nel castello di Cigoli, oggi borgo medioevale posto su un colle nel comune di San Miniato, in Toscana, dal quale il Cardi acquisì lo pseudonimo de "Il Cigoli".
Iniziò il suo percorso seguendo studi umanistici a Empoli sotto la guida del prelato Bastiano Morellone, fino all'età di 13 anni. Nello stesso periodo la famiglia Cardi si trasferì a Firenze, e Lodovico, seguendo il consiglio del senatore Jacopo Salviati, si presentò presso la bottega di Alessandro Allori, allievo ed erede di Agnolo Bronzino, che teneva studi di anatomia pittorica nei chiostri di San Lorenzo.
Sotto la guida dell'Allori, fervente michelangiolista, compositore freddo ma disegnatore estremamente preciso e minuto, iniziò un periodo quadriennale di apprendistato artistico, dal 1574 al 1578, trascorrendo "i giorni e talora l'intere notti fra quelle malinconiche operazioni". Nello stesso anno partecipò al concorso per l'ingresso all'Accademia. Il quadro che egli dipinse per l'ammissione, Caino e Abele (andato perduto), venne giudicato il migliore tra quelli
presentati.
Nel 1581 collaborò con l'Allori nelle decorazioni della Galleria degli Uffizi; negli anni successivi dipinse la Vestizione di s. Vincenzo Ferreri e Cristo al Limbo per il chiostro grande della Basilica di Santa Maria Novella, e la Nascita della Vergine per la Chiesa della Santissima Concezione.
Fu forse lo stretto contatto con i cadaveri, sicuramente l'aria insalubre della città, che fece ammalare di "mal caduco" il Cigoli e lo costrinse a un ritorno alle campagne del suo borgo natio negli anni compresi tra il 1581 e il 1584. A tale periodo si attesta il ciclo delle opere giovanili del Cigoli, costituito dal Noli me tangere della chiesa del conservatorio di Santa Chiara a San Miniato e l'Annunciazione della cappella dell'ospedale Serristori di Figline Valdarno.

### Esordi come architetto e scenografo

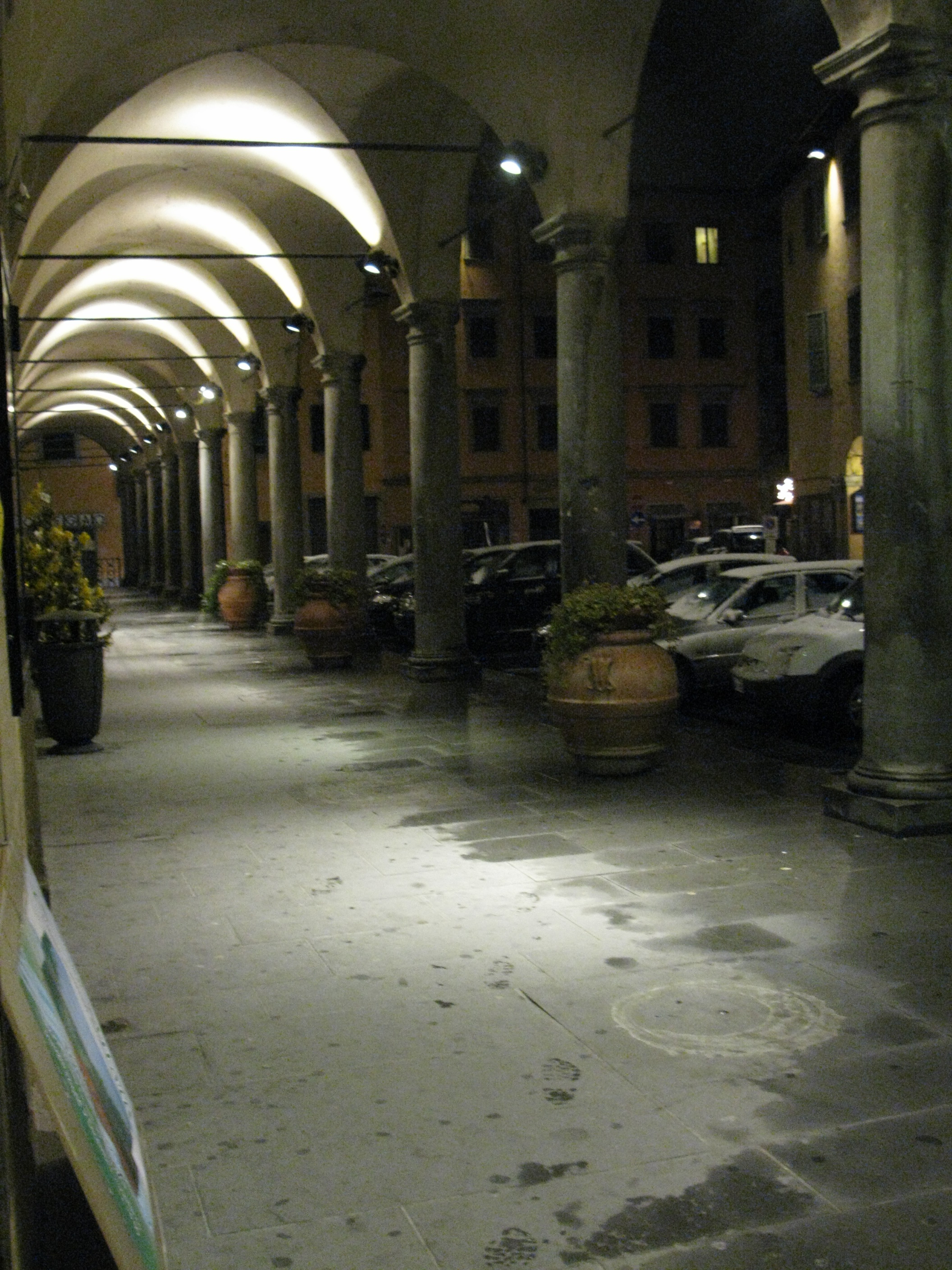
L'ospedale Serristori a Figline Valdarno

A richiamarlo a Firenze fu Bernardo Buontalenti, illustre architetto della corte medicea, dal quale il Cigoli aveva preso delle lezioni di architettura e di prospettiva durante il suo primo periodo fiorentino. Sotto di lui progettò un modellino della facciata di Santa Maria del Fiore e nel 1596, ispirandosi alle colonne dell'atrio della Cappella dei Pazzi del Brunelleschi, il cortile del Palazzo Nonfinito, nonché la loggetta di Palazzo Corsi-Tornabuoni, in via dei Tornabuoni. Come architetto il Cigoli si mise in evidenza per la sua originalità, frutto di un compromesso fra la tendenza classicista e lo stile manieristico fiorentino. Inoltre sempre sotto il Buontalenti lavorò alla decorazione della tribuna degli Uffizi e ai disegni scenografici per le feste della corte medicea.
Dalle lezioni del Buontalenti e dai consigli di Galileo Galilei, illustre amico al quale sarà legato per tutta la vita, come attesta l'ampio carteggio intercorso tra i due, nacque il Trattato di prospettiva, opera emblematica del Cigoli conservato oggi nel Gabinetto dei disegni e delle stampe della Galleria degli Uffizi.

### Progressi artistici
Contemporaneamente, oltre agli studi di architettura e disegno, il Cigoli coltivò molto anche la pittura: fu proprio in questo periodo che fu influenzato dalla "contro-maniera" di Santi di Tito, che a Firenze promuoveva la tradizione pittorica di Andrea Del Sarto, dipingendo in uno stile ispirato a Correggio e Tiziano, riscontrabile nelle due opere della Madonnina di Budapest e della Trinità del refettorio di Santa Croce. Con Gregorio Pagani, suo grande amico, fondò anche un'accademia indipendente nello studio di Girolamo Macchietti, nella quale insegnava a disegnare "dal naturale" e si ricercava una coloritura più naturalistica.
Nello stesso periodo gli vennero commissionati i due affreschi raffiguranti il Salvatore nel Limbo e la Vestizione di san Vincenzo Ferreri del chiostro Grande di Santa Maria Novella e la tavola della Resurrezione del Signore, opera dai connotati manieristi, destinata alla cappella del Palazzo Ducale e oggi conservata ad Arezzo.

### Primo periodo alla corte dei Medici
Grazie al Buontalenti, e come dimostrano le notule di pagamento e le missive presenti all'archivio di Stato di Firenze, il giovane Lodovico fece il suo ingresso alla corte medicea. Conobbe il granduca Francesco I de' Medici, don Giovanni e Ostilio Ricci maestro di corte, il quale fu l'insigne maestro di matematica e prospettiva di Galileo e del Cardi.
Le prime opere commissionategli furono sette ritratti, eseguiti nel 1588 e inviati a Mantova, e l'anno successivo alcune pitture riguardanti i suoi più importanti committenti, il granduca Ferdinando e la moglie Cristina di Lorena, che avevano come tema le loro nozze. Per qualche anno più tardi dipingerà una tela della Resurrezione per una cappella di palazzo Pitti e un affresco nella villa Petraia.
Il 26 luglio 1588, il Cigoli, insieme ai suoi fratelli, prenderà definitivamente la cittadinanza fiorentina affermando di vivere in città da "circa 20 anni" e di dedicarsi ad "arti et esercizi honorati" (Arch. di Stato di Firenze, Duegento, ms. 143, p. 71)

### Viaggio in Umbria e in Lombardia: gli incontri con Barocci e Correggio
Un viaggio, databile nella prima metà degli anni novanta del Cinquecento, ad Arezzo e in Umbria, a Perugia, insieme al Passignano, segnò ufficialmente l'inizio del ciclo manierista del Cardi. In queste due città infatti poterono ammirare due opere di Federico Barocci, quali la Madonna del popolo e la Deposizione di Croce, le quali sicuramente colpirono indelebilmente il Cigoli, tanto che "nel veder che fecero opera sì bella, furono per isbalordire; e Lodovico, che fino a quel giorno s'era tal volta lasciato intendere che, per quanto aveva fino allora veduto d'opere de' viventi maestri, non s'era presa di loro molta paura, nel vedere questa seconda opera del Barroccio, si diede per vinto". Da questa esperienza, una volta tornato a Firenze, iniziò il filone pittorico ispirato al Correggio. Un altro viaggio, citato dal Baglione, questa volta in Lombardia, ha come scopo quello di studiare le opere dei pittori dell'Italia settentrionale e in particolare del Correggio, dal quale apprese l'uso dei colori caldi.

### Maturità pittorica

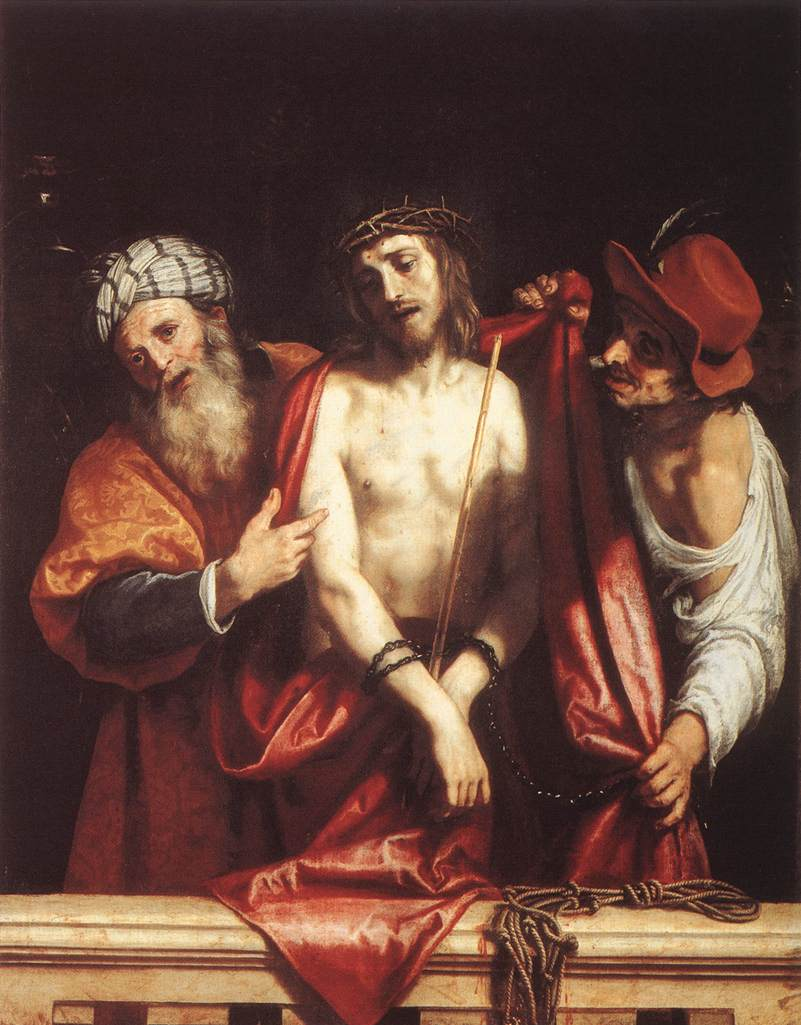
Ecce Homo, Galleria Palatina

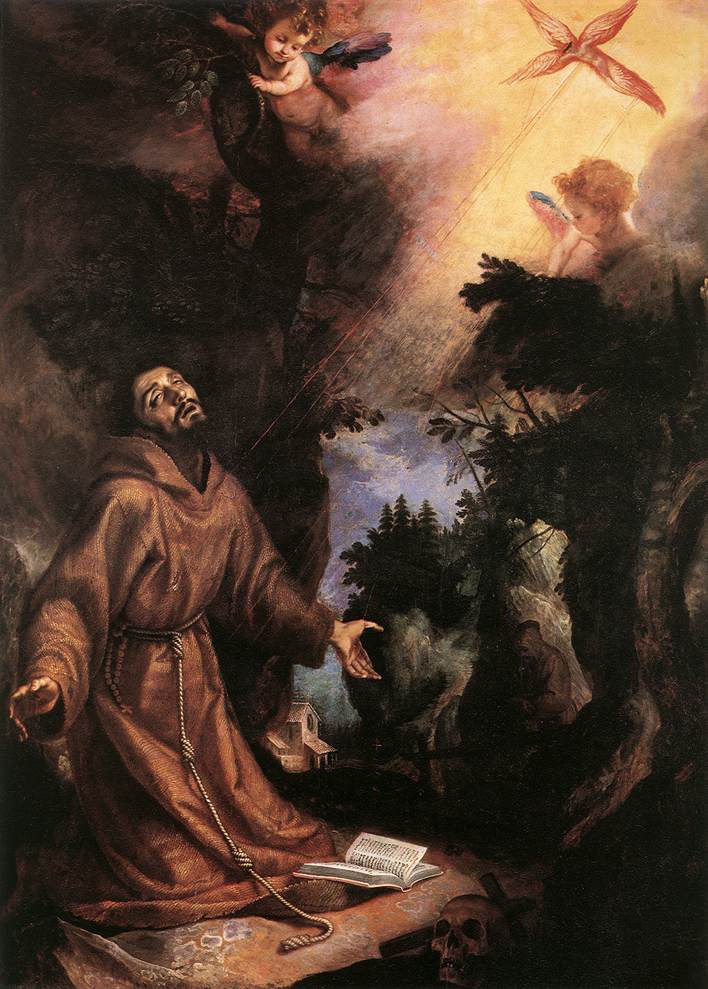
San Francesco riceve le stigmate, Uffizi

A questo periodo sono riconducibili le opere commissionate al Cigoli dalle conterranee cittadine del Valdarno, Fucecchio, Empoli, Montopoli, Pontedera, Pontorme e da altre importanti città della Toscana come Cortona, Pistoia. Ebbe inoltre importanti committenti italiani, come il filosofo e medico Girolamo Mercuriale da Forlì, il quale ordinò la Cena in casa del fariseo, conservata oggi alla Galleria Doria a Roma.
Fu sicuramente il decennio compreso tra il 1591 e il 1601, quello più prolifico del Cigoli, nel quale, oltre che ad affermare e consolidare "la sua Maniera" pittorica, egli inizia a rivestire le sue opere di una certa profondità psicologica. A questo periodo appartengono quadri come la Maddalena Penitente, San Francesco in orazione, il San Pietro Martire e il San Francesco riceve le stimmate e l'emblematica pala d'altare per la chiesa di Montedomini che ritrae il Martirio di santo Stefano del 1597, che Pietro da Cortona definì "la più bella di quante egregie pitture possiede la nostra città, che in ogni tempo fu madre di singularissimi professori", in riferimento alle altre opere già presenti a Firenze.
Alla fine del Cinquecento il Cigoli riprese anche gli studi di anatomia sotto il celebre anatomista fiammingo Teodoro Majern, che impartiva lezioni presso l'ospedale di Santa Maria Nuova. E a questi anni è riconducibile la modellazione dello "scorticato", statuetta "intera di circa un braccio" in cera riproducente le fasce muscolari di un corpo umano, oggi al Museo del Bargello. Era prassi di quelle scuole utilizzare dei modellini riproducenti parti anatomiche, sui quali gli allievi potessero effettuare i loro studi.
In quegli anni il Cardi era sicuramente tra i massimi pittori attivi a Firenze. Possedeva una grande bottega personale nella quale lavoravano molti suoi compagni e allievi, tra i quali Andrea Commodi, i Parigi, Clemente Porcellini, il Cili, e i giovani Giovanni Bilivert e Cristofano Allori. Il talento del Cardi era riconosciuto non solo nell'ambito artistico, ma anche negli ambienti intellettuali; divenne membro nel 1597 dell'Accademia Fiorentina e fu tra i primi, nel 1603, a far parte dell'Accademia della Crusca, inoltre ed era stimato come musicista, oratore e poeta. Certamente la sua arte lirica e molto colta ebbe notevoli influssi dalla frequentazione di questi ambienti intellettuali e di particolari amicizie, quali il Davanzati, il Mercuriale e il poeta Michelangelo Buonarroti il Giovane.
Molte furono le opere prodotte in questo periodo (1589-1600): L'Immacolata Concezione (Empoli-Pontormo, chiesa di San Michele), Resurrezione (Palazzo Pitti); 1590, Martirio di san Lorenzo (Galleria degli Uffizi); 1591, L'Ultima cena (Empoli, collegiata), Resurrezione (Arezzo, Pinacoteca); 1592, La Trinità (Firenze Museo di S. Croce); 1593, Madonna tra i Santi Michele e Pietro (Pianezzole, chiesa di San Michele); 1594, Eraclio porta la croce (Empoli, collegiata), 1594 Eraclio porta la croce (Firenze - Museo di S. Marco), Ritratto virile (Galleria di Palazzo Pitti); 1595, La Vergine del rosario (Pontedera, chiesa di SS. Iacopo e Filippo); 1596, S. Francesco riceve le stimmate (Galleria di Palazzo Pitti), Cena in casa del Fariseo (Roma, Galleria Doria); 1597, Martirio di S. Stefano (Galleria Palazzo Pitti), S. Antonio e il miracolo della mula (Cortona, S. Francesco); 1598, Uccisione di S. Pietro martire (S. Maria Novella), Sogno di Giacobbe (Nancy, Musée des Beaux-Arts); 1599, Pietà con santi (Colle Val d'Elsa, chiesa S. Agostino), Lamentazione (Vienna, Kunsthistorisches Museum), Adorazione di s. Francesco (Roma, Galleria nazionale), Cristo che salva Pietro (Carrara, Accademia delle Belle Arti),Cristo dinanzi a Pilato, (Galleria degli Uffizi), S. Girolamo traduce la Bibbia, (Roma, Chiesa di S. Giovanni de' Fiorentini); 1600, L'annunciazione (Montughi, chiesa di S. Francesco).

### Scenografo e scultore per i Medici
Dopo una prima parentesi romana, nel 1600 intraprese si concentrò molto anche sull'attività di scenografo. Nello stesso anno venne infatti richiamato alla corte dei Medici per preparare le decorazioni dei festeggiamenti granducali in occasione del matrimonio per procura tra il Re di Francia Enrico IV e Maria de' Medici, per i quali diede vita a diversi scenari per teatro, carri trionfali, archi trionfanti, giochi prospettici e arazzi. I risultati di tali scenografie furono così apprezzati dalla regina tanto da indurla a convocarlo di nuovo nel 1610 per la realizzazione del monumento equestre sul Ponte Nuovo a Parigi in onore del sovrano consorte venuto a mancare lo stesso anno. Per le dolorose vicissitudini sopraggiunte, il Cigoli poté soltanto seguire la costruzione della base del monumento, terminato in fase successiva seguendo comunque i disegni da lui prodotti. Questa statua venne distrutta durante gli anni della rivoluzione francese.

### Ultimi anni della sua vita tra Roma e Firenze

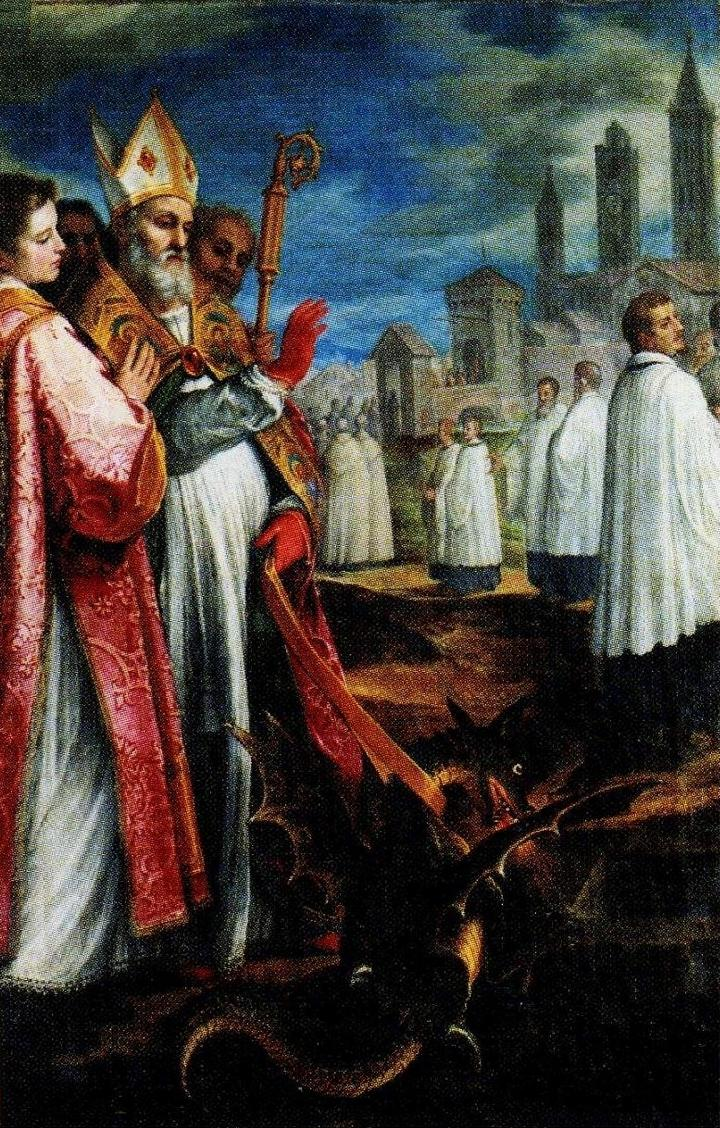
San Mercuriale ammansisce il drago e libera la città di Forlì, a Forlì, nell'Abbazia di San Mercuriale

Dopo il suo primo viaggio a Roma, il Cigoli trascorse tre anni tra Firenze e Pisa, dove rispettivamente seguì i lavori di restauro e ristrutturazione della Cappella di San Gaggio dei Corsini fuori porta Romana, per la quale dipinse la tavola di Santa Caterina d'Alessandria che disputa coi dottori, e decorò la chiesa di Santo Stefano dei Cavalieri.
Il 3 aprile 1604 arrivò a Roma per rimanervi stabilmente, dove venne ospitato dai Medici e da Don Virginio Orsini. Questo sicuramente rappresenta il periodo nel quale il Cigoli raggiunse la sua massima espressione pittorica, al quale risale l'opera emblematica per eccellenza del Cardi, l'Ecce Homo, commissionato da Monsignore Massimo, vincendo la concorrenza del Passignano e del giovane Caravaggio. 
Strinse, inoltre, amicizie importanti con uomini illustri del mondo ecclesiastico, quali i cardinali Arrigone, Barberini, Del Monte, Montalto e Scipione Borghese, degli ambienti intellettuali e scientifici capitolini, come i sostenitori di Galileo nell'Accademia dei Lincei e artistici, quali soprattutto l'amico Passignano, i Carracci. Nello stesso periodo venne eletto all'Accademia di San Luca.
Fu costretto a lasciare nuovamente la città dall'autunno del 1604 al maggio del 1606, anni nei quali fu di nuovo chiamato a lavorare per i Medici a Firenze, dove dipinse L'incoronazione di Cosimo I (Pisa, Chiesa di Santo Stefano dei Cavalieri), Il Martirio di san Giacomo (Polesine, chiesa di San Giacomo), l'Adorazione dei Magi (per la cappella Albizzi in San Pietro Maggiore a Firenze).
Tornato nuovamente a Roma nel 1607, partecipò al concorso per la realizzazione della facciata di San Pietro, in preparazione del quale produsse una quantità innumerevole di modelli architettonici, senza tuttavia ottenere l'incarico.
Il 21 settembre raggiunse, per l'ultima volta nella sua vita, Firenze, dove depose il testamento e dipinse, tra il 1607 e il 1608, le ultime opere fiorentine: La Deposizione (palazzo Pitti), La Carità (Palazzo Pitti), La vocazione di S. Pietro (Palazzo Pitti) e La Nascita della Vergine (Pistoia, chiesa di San Domenico) e per realizzare le scenografie in onore del matrimonio di Cosimo II con Maria Maddalena d'Austria.
Nel 1608 fece ritorno a Roma, dove rimase fino alla sua morte che avviene nella sua abitazione di via della Sapienza, sede inoltre della sua bottega, nella quale hanno lavorato personalità del calibro di Domenico Fetti e Sigismondo Coccapani. Tra il 1608 e 1610 vennero a lui commissionate due opere di grandi dimensioni: il San Pietro che guarisce lo storpiato per la basilica vaticana e La Deposizione di San Paolo per l'omonima basilica fuori dalle mura, entrambe andate perdute a seguito del deterioramento dovuto alla scarsa qualità della base per la prima, e dell'incendio subito dalla basilica ostiense nel 1829.
Nel 1610, in occasione della costruzione della grandiosa cappella in Santa Maria Maggiore voluta da Papa Paolo V Borghese, al Cigoli venne commissionato di affrescarne la cupola. L'affresco raffigurava la Vergine coronata da 12 stelle in piedi sopra la luna "col primo paesaggio lunare visto attraverso il telescopio di Galileo", e venne eseguito sotto la supervisione del cardinale Iacopo Serra. Opera della quale, dopo due anni di minuzioso lavoro, non fu mai soddisfatto, a causa di un errore prospettico che non ha permesso di raggiungere il risultato voluto: "Scoperta che egli ebbe finalmente l'opera e, con essa, l'apparente grave difetto, restò come fuori di sé: e fu il primo pensiero di mandarla a terra e farla di nuovo". Sempre in quell'anno dipinse Il casto Giuseppe (Galleria Borghese).
Nello stesso anno anche il cardinale Scipione Borghese gli ordinò di affrescare la loggia di un casino della sua villa al Quirinale, successivamente di proprietà dei Rospigliosi-Pallavicini. Il Cigoli decise di rappresentare quattro storie della favola di Psiche, opera che a seguito della demolizione del casino per consentire l'ampliamento di via nazionale furono portate nella Galleria Capitolina, nella quale in un primo momento vennero attribuite ad Annibale Carracci, poi scoperta in un angolo la sigla L.C. fu pensato di attribuirla a Lodovico Carracci, zio di Annibale. Ma con la pubblicazione nel 1913 della biografia di Lodovico Cardi-Cigoli del 1628 (opera del nipote Giovan Battista Cardi e custodita nella Galleria degli Uffizi), venne alla luce una minuziosa descrizione dell'opera capitolina la cui consacrazione al Cigoli avvenne con la scoperta del poemetto inedito di Francesco Bracciolini dell'Api intitolato Psiche rinvenuto presso la Biblioteca Riccardiana di Firenze: "Cigoli, la tua man pronta e spedita che il mondo errante imitatrice appella, genera veramente e non imita" L'attribuzione fu successivamente confermata anche da studi effettuati da Anna Matteoli sul rapporto epistolare tra il Cardi e Galileo.
Riconosciuto il merito delle opere che stava realizzando, "la qualità d'animo" e la profonda stima riposta nel Cigoli da parte di Paolo V e del suo nipote cardinale, su proposta di questi ultimi all'allora Gran Maestro dell'Ordine di Malta, fra' Alof de Wignacourt, nell'aprile del 1613 venne nominato Cavaliere dell'Ordine dell'Ospedale di San Giovanni di Gerusalemme, come attestano i rapporti epistolari intercorsi tra il pontefice e il frate.

### Morte
La sua vita si chiuse all'età di 54 anni con la Favola di Psiche, incipit dell'affermazione artistica del Cigoli. La morte avvenne a Roma sabato 15 giugno 1613. Il corpo venne sepolto in un primo momento nella chiesa di San Giovanni de' Fiorentini. Successivamente le sue spoglie vennero trasferite nella Chiesa dei Santi Michele e Gaetano a Firenze. Nel 1913 a Cigoli venne eretto un monumento in suo onore, ideato dal pittore e scultore Pietro Parenti.

## Cigoli pittore

### Profilo artistico del Cigoli: la nascita della nuova "maniera" e il "colorire naturale e vero"
Il profilo artistico di Lodovico Cardi, ricostruibile soprattutto attraverso la biografia scritta dal nipote Gian Battista Cardi, e che traspare dai vari autoritratti, è quella di una figura sensibile e malinconica, molto meticolosa e soprattutto un uomo con grande bontà d'animo, colto, "stimava oltremodo il sapere quanto si aspetta ad un perfetto pittore" e molto religioso (fece parte dell'oratorio di San Filippo Neri). Queste caratteristiche influiranno marcatamente nell'arco di tutta la sua attività artistica.
Le caratteristiche fondamentali della sua "maniera" sono frutto dell'unione di elementi classici della pittura tardo rinascimentale con novità stilistiche senza precedenti. L'armonia compositiva e la ricerca della perfezione, tendenza acquisita durante le sue esperienze nelle botteghe fiorentine soprattutto dalla collaborazione con Santi di Tito, insieme al pietismo religioso tipico dei pittori fiorentini del periodo, sono gli elementi legati alle tradizioni classiche dell'epoca; mentre il Cigoli ebbe il merito di unire ad esse elementi di novità quali l'eleganza, la teatralità e un suo particolare uso del colore caldo e naturale, finalizzato ad impreziosire stilisticamente i suoi soggetti, dai quali traspariva tutta la sua sensibilità verso la bellezza convenzionale. In un primo momento il Cardi venne inquadrato come un artista che si limitava a ricalcare i tratti salienti dei tre grandi maestri rinascimentali (Leonardo, Michelangelo, Raffaello), ma ben presto la sua "bella maniera", venne rivalutata, tanto che all'epoca il Cardi venne considerato il grande riformatore dei canoni rinascimentali che indusse i pittori ad abbandonare l'imitazione di Michelangelo per adottare uno stile diverso impostato sulla tradizione e sul realismo del bel disegno toscano.
Insieme alla formalità stilistica, il Cardi riesce a trasmettere la forza emotiva della rappresentazione, animandone i soggetti e differenziandosi dalle rappresentazioni razionali tipiche dei pittori rinascimentali.

### Evoluzione stilistica e le opere[20]

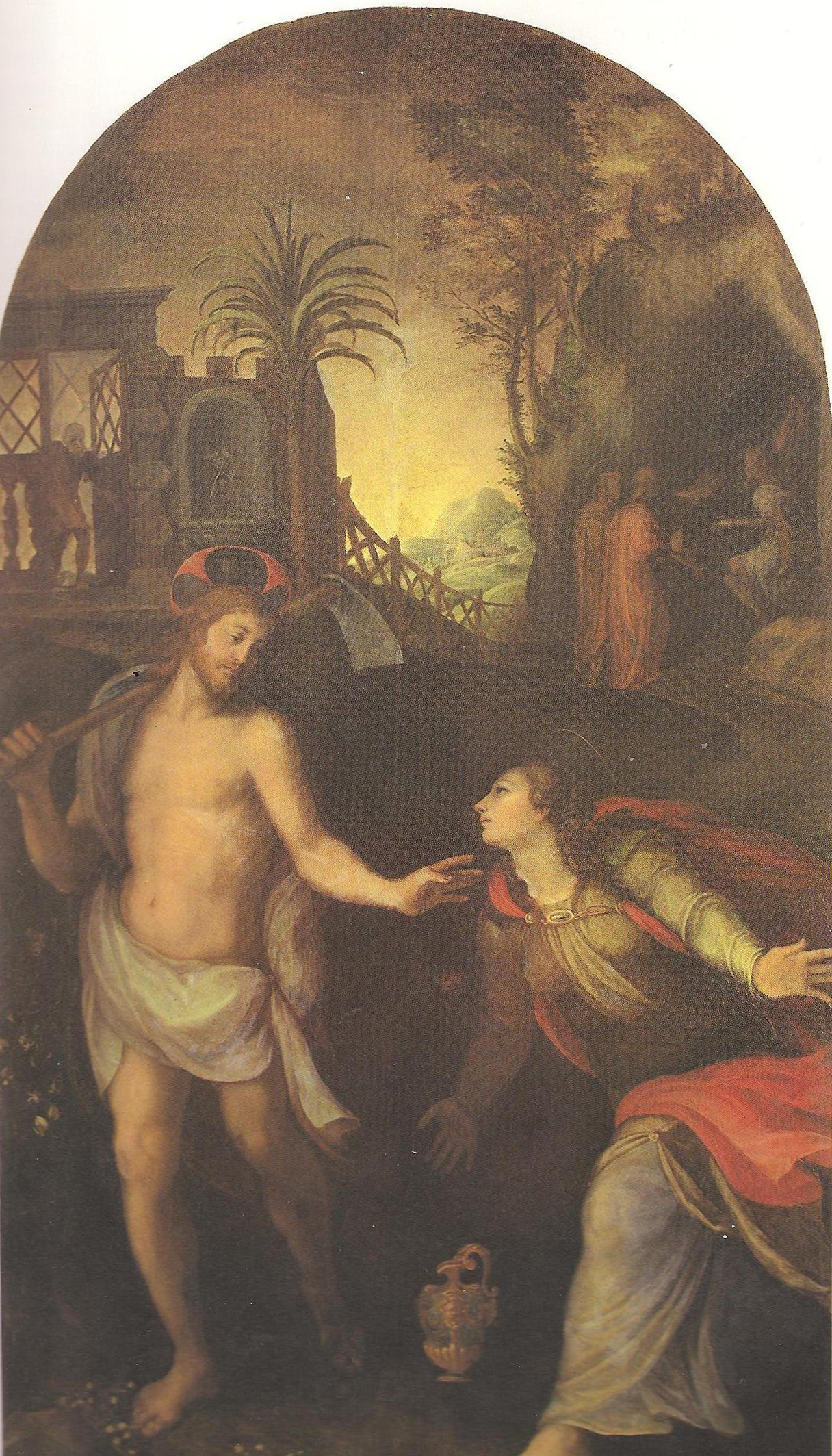
Noli me tangere, San Miniato, conservatorio di Santa Chiara

L'attività artistica del Cigoli è suddivisibile in tre periodi:
- Il primo periodo fiorentino, al quale risale la produzione giovanile del Cigoli
- Il secondo periodo fiorentino, al quale risalgono le opere della maturità pittorica
- Il periodo romano, al quale risalgono dell'affermazione artistica del Cardi

#### Primo periodo fiorentino e le opere giovanili
Il primo periodo fiorentino, di formazione presso la bottega dell'Allori, si protrae fino al 1590. Durante questi anni il Cardi subisce gli influssi del Pontormo e di Santi di Tito. La sua produzione pittorica abbraccia diverse correnti tipiche dell'epoca, spaziando dal manierismo fino ad uno stile classicamente più semplice e oggettivo. A questi anni appartengono anche le opere prodotto nella sua terra d'origine durante il periodo di convalescenza dal mal caduco.
Le opere più importanti e rappresentative di questo periodo sono:
- Noli me tangere, 1580, olio su tavola, 290x156 cm, San Miniato, Chiesa del conservatorio di Santa Chiara
- Discesa di Cristo al Limbo, 1584, affresco, 370x398 cm, Firenze, Chiostro Grande di Santa Maria Novella
- Vestizione di san Vincenzo Ferreri, 1584, 370x398 cm, Firenze, Chiostro Grande di Santa Maria Novella
- Martirio di san Lorenzo, 1590, olio su tavola, 300x175 cm, Firenze, Galleria degli Uffizi
- Immacolata Concezione tra gli angeli, 1590, olio su tela, 250x185 cm, Pontorme, Chiesa di San Michele Arcangelo

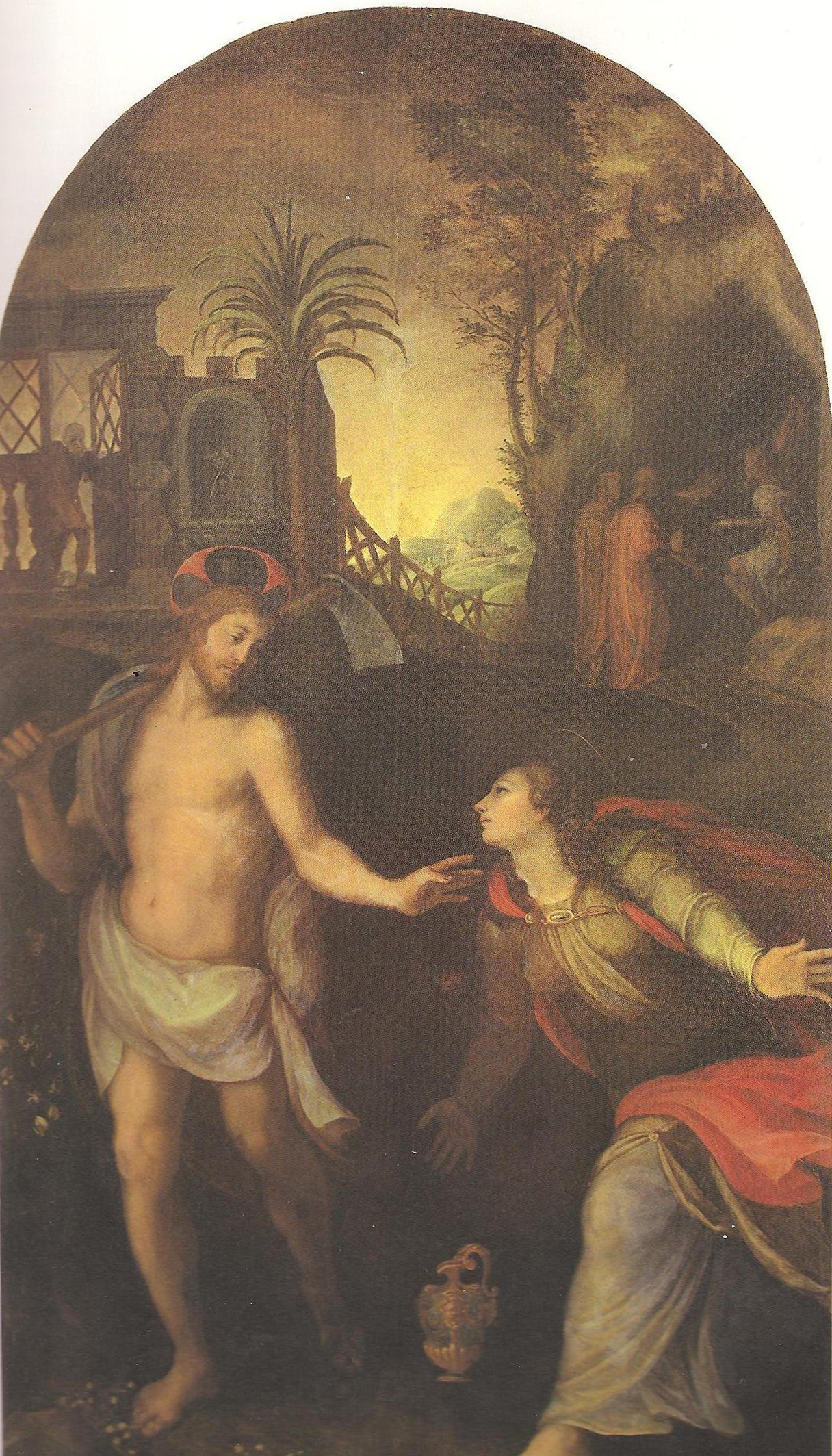
Noli me tangere, San Miniato, Conservatorio di Santa Chiara
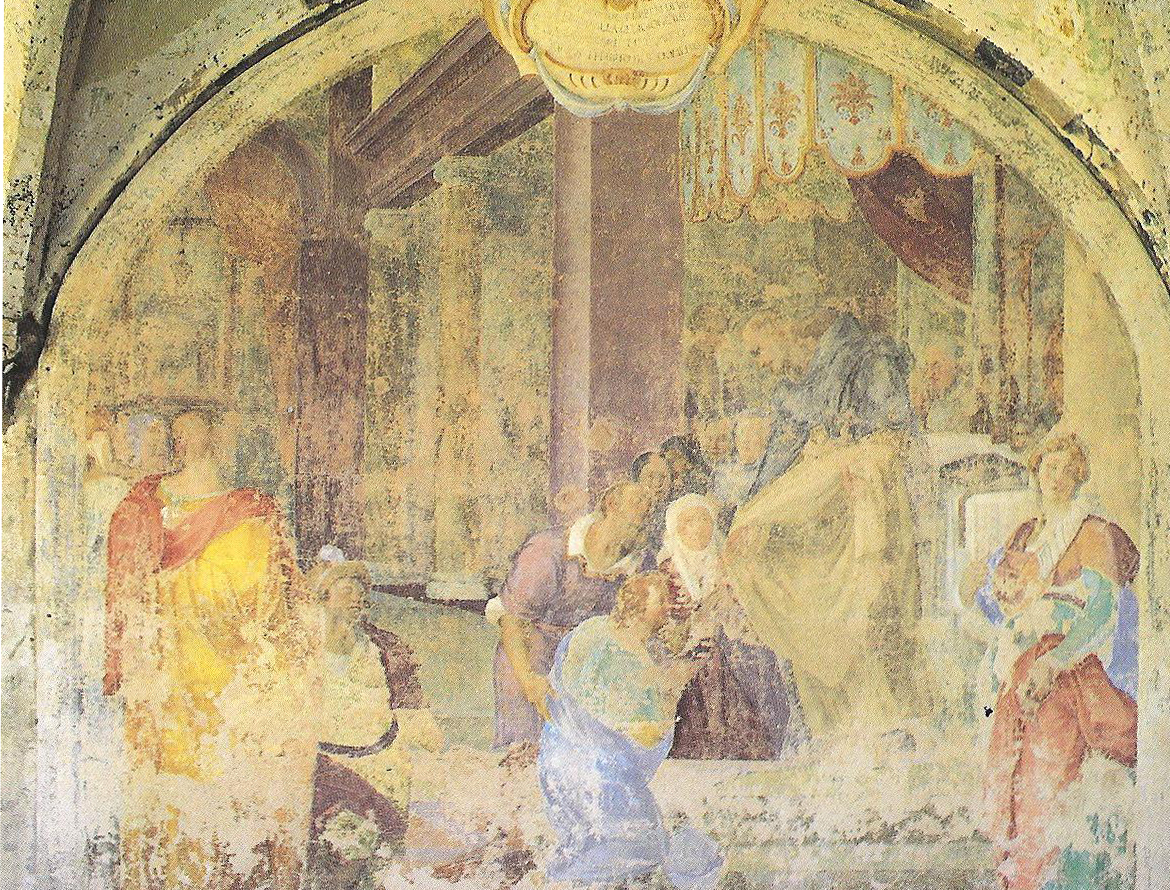
Vestizione di san Vincenzo Ferreri, 1584, Firenze, Chiostro Grande Santa Maria Novella.
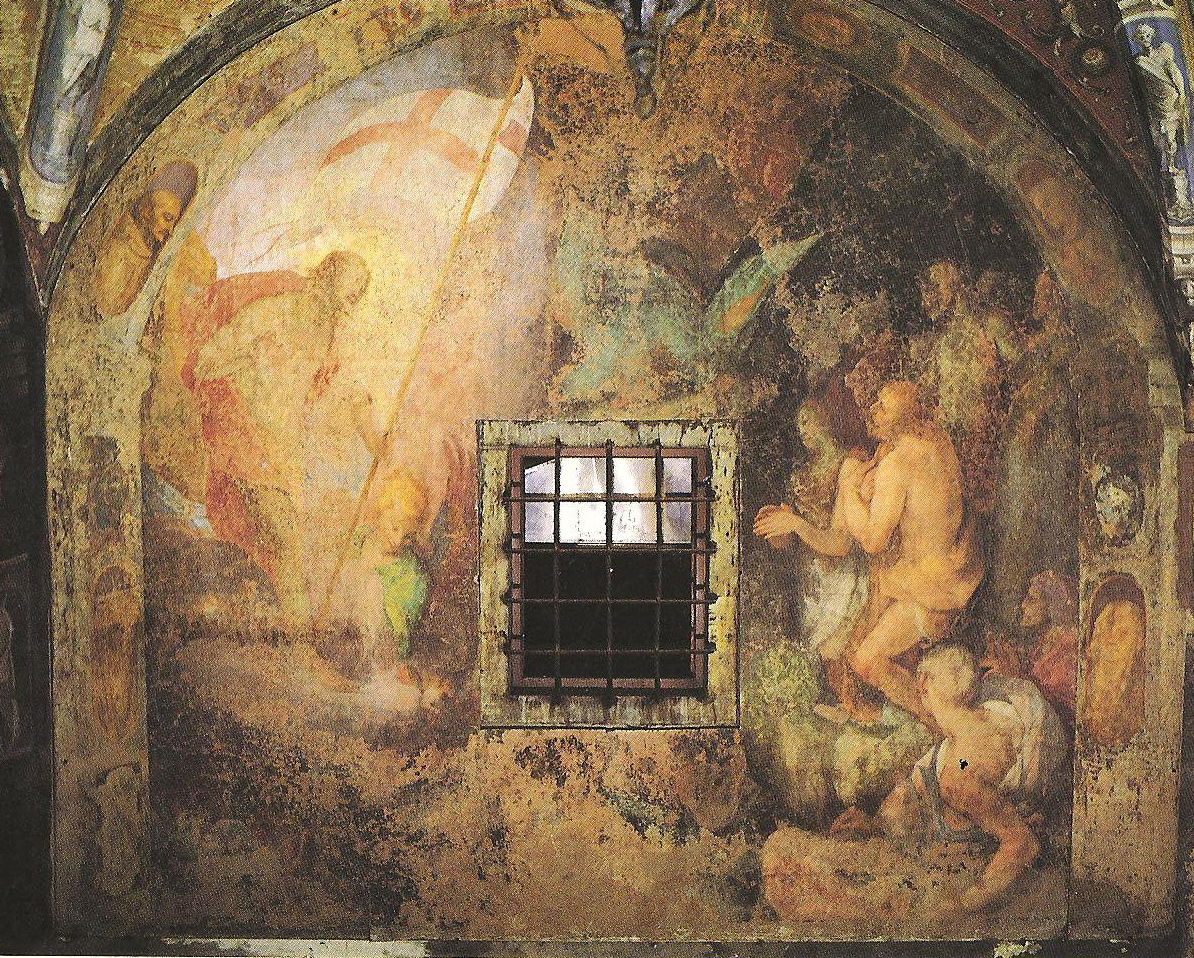
Discesa di Cristo al Limbo, 1584, Firenze, Chiostro Grande di Santa Maria Novella.
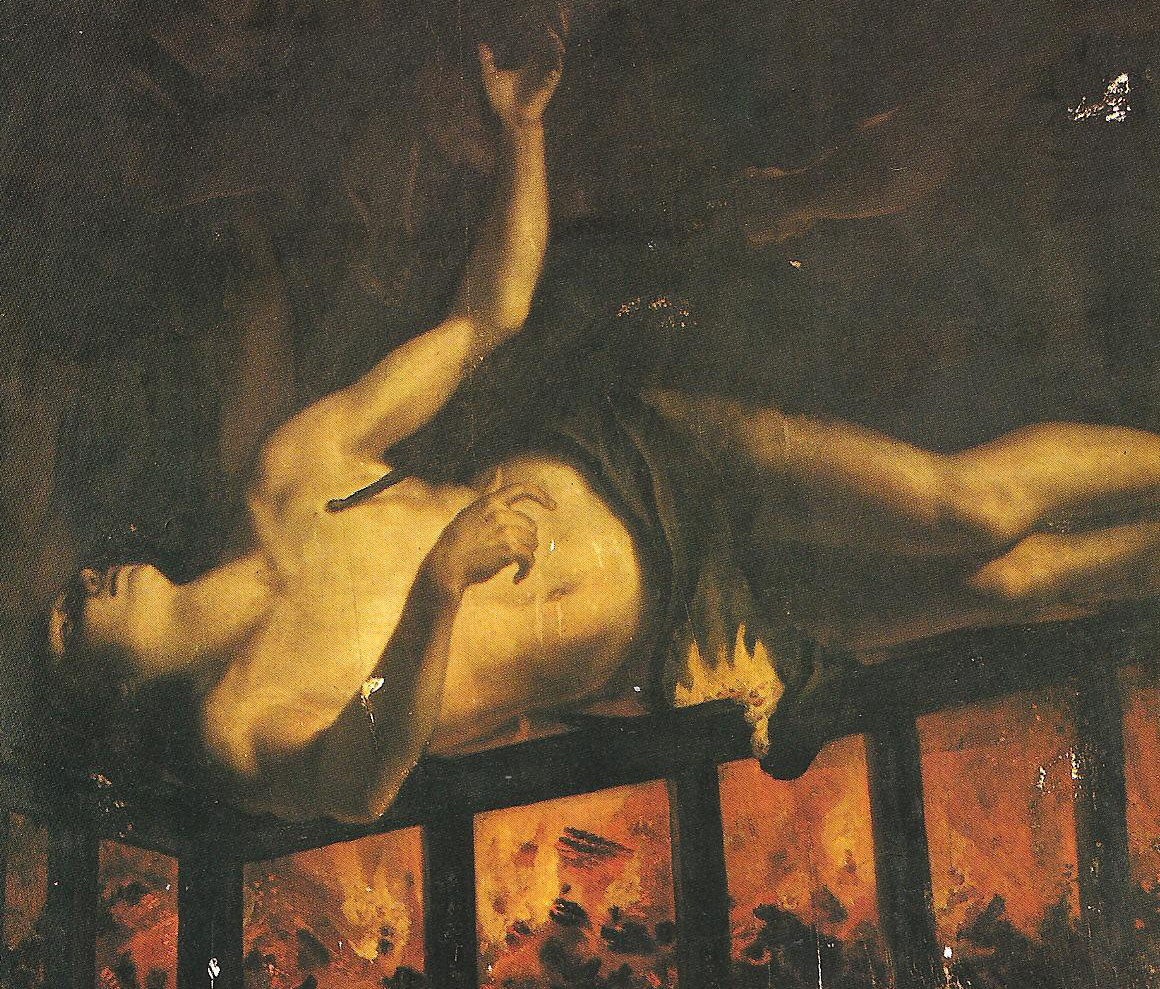
Martirio di san Lorenzo, 1590, Firenze, Galleria degli Uffizi
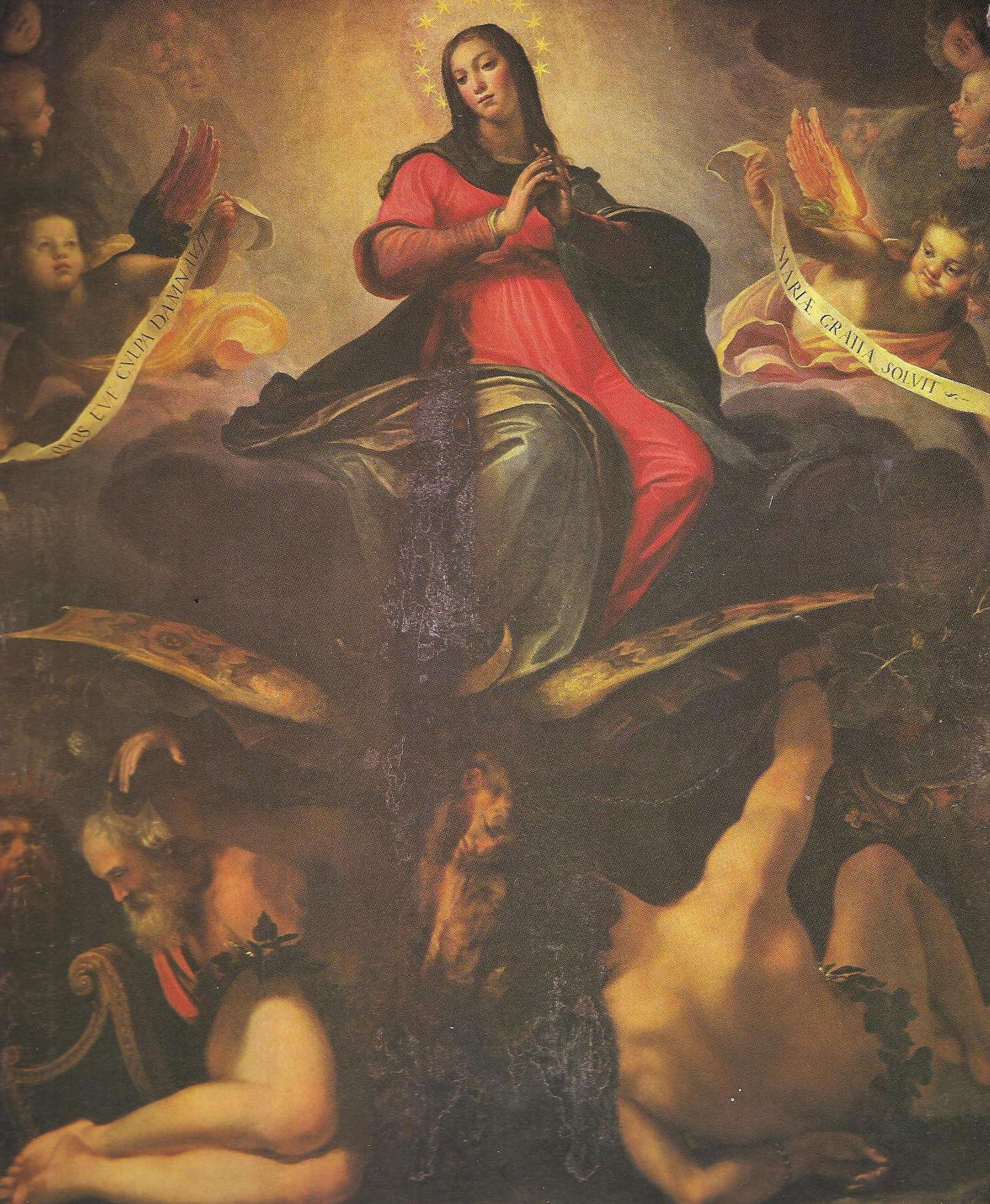
Immacolata Concezione tra gli angeli 1590, Pontorme, Empoli, Chiesa di San Michele Arcangelo

#### Secondo periodo fiorentino: gli anni della maturità pittorica
Nel secondo periodo a Firenze, dal 1591 al 1603, prima di trasferirsi a Roma, si ha l'affermazione stilistica del Cardi. La sua pittura evolve verso la sua "bella maniera", dalla quale traspare l'influsso di diverse correnti pittoriche: la monumentalità di Michelangelo, l'uso del colore di Andrea Del Sarto, e la delicata rappresentazione paesaggistica tipica dei pittori fiamminghi.
- Resurrezione di Cristo, 1591, olio su tavola, 270x170 cm, Arezzo, Museo civico
- Eraclio che porta la croce, 1594, olio su tavola, 350x267 cm, Firenze, Chiesa di San Marco
- Sogno di Giacobbe, 1598, olio su tela, 173x134 cm, Nancy, Musée des Beaux-Arts
- Santa Chiara e san Luigi in adorazione di un dipinto raffigurante san Francesco, 1602, olio su tela, 297x230 cm, Pistoia, Cassa di Risparmio di San Miniato

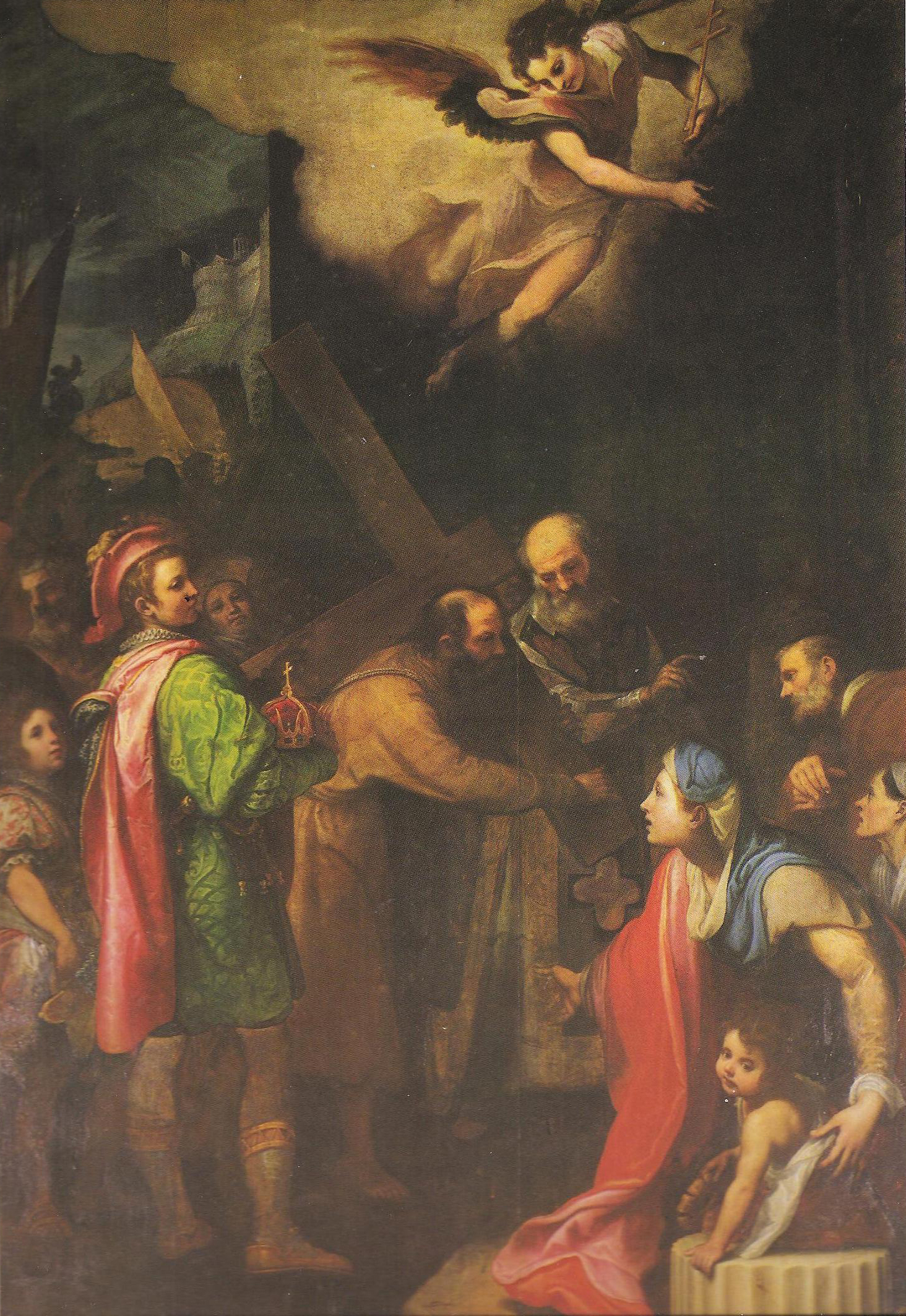
Eraclio che porta la croce, Firenze, Chiesa di San Marco
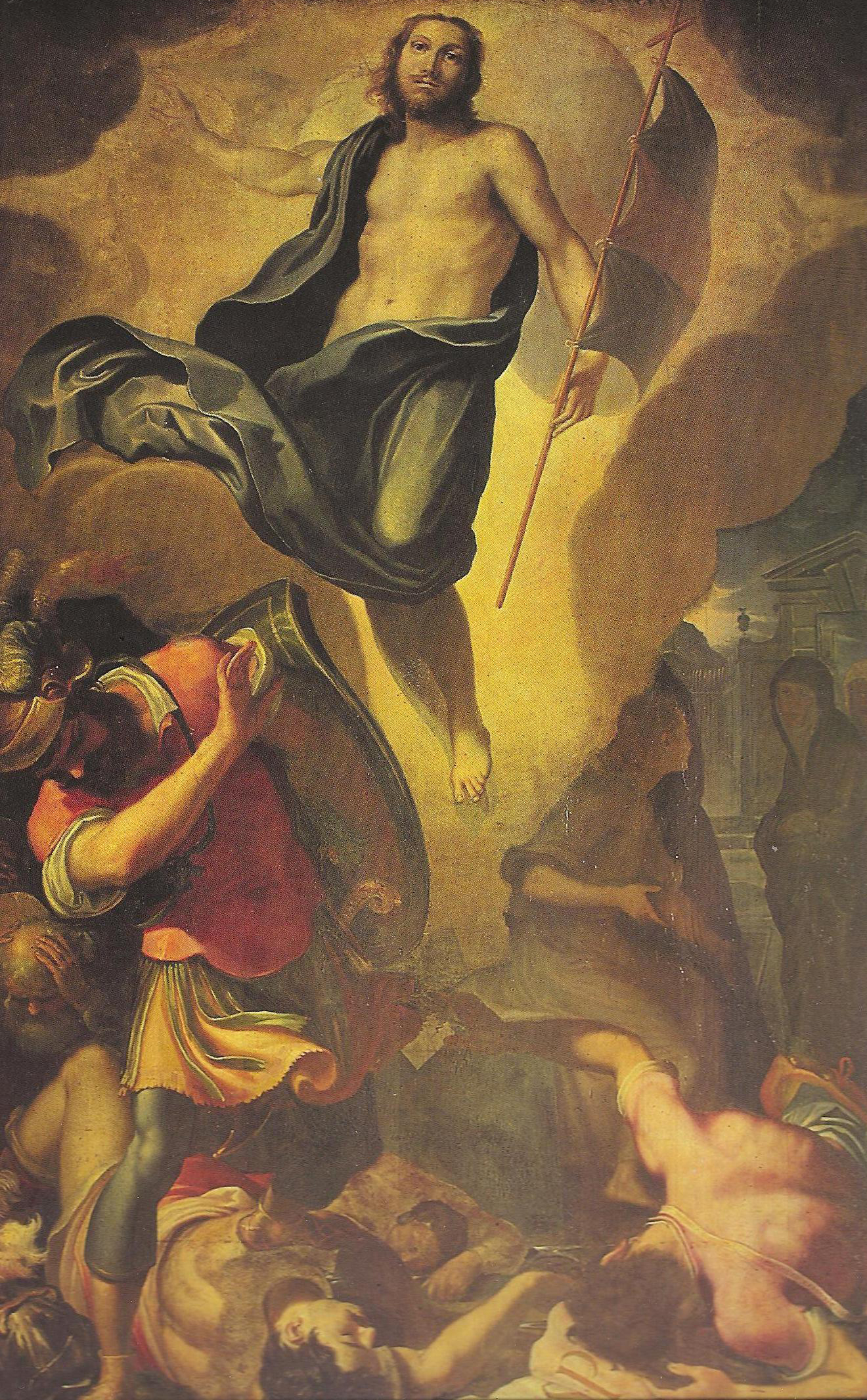
Resurrezione di Cristo, 1591, Arezzo, Museo Civico.

##### Ciclo delle rappresentazioni teologiche e devozionali
Questo ciclo di opere è forse il più rappresentativo della "leggiadra maniera" del Cardi. Da esse traspare l'armonia ed il realismo rinascimentale, l'atmosfera contemplativa, il pathos, e la teatralità dei soggetti raffigurati.
- Madonna del Rosario e i santi Domenico di Guzman, Monica e Agostino Vescovo, 1595, olio su tavola, 263x168 cm, Pontedera, Propositura dei Santi Jacopo e Filippo, in cui l'artista interpreta con grande originalità e libertà un soggetto tradizionale e omologato e in cui, accanto al baroccismo e al correggismo (come nel Bambino), dispiega un affascinante colorismo neoveneziano, soprattutto desunto da Tiziano, come, al massimo grado, nella pianeta di Sant'Agostino.[21]
- Madonna col Bambino, 1598, olio su tavola, 61x45 cm, Firenze, Galleria Palatina
- Madonna e santi, 1593, olio su tela, 200x155 cm, Pianezzoli, Chiesa di San Michele Arcangelo
- Cena in casa del fariseo, 1596, olio su tela, 120x160 cm, Roma, Galleria Doria Pamphilj
- Madonna che insegna a leggere al Bambino, 1598, olio su tela, 146x114 cm, Firenze, Galleria Palatina
- San Francesco riceve le stimmate, 1596, olio su tavola, 247x171 cm, Firenze, Galleria degli Uffizi

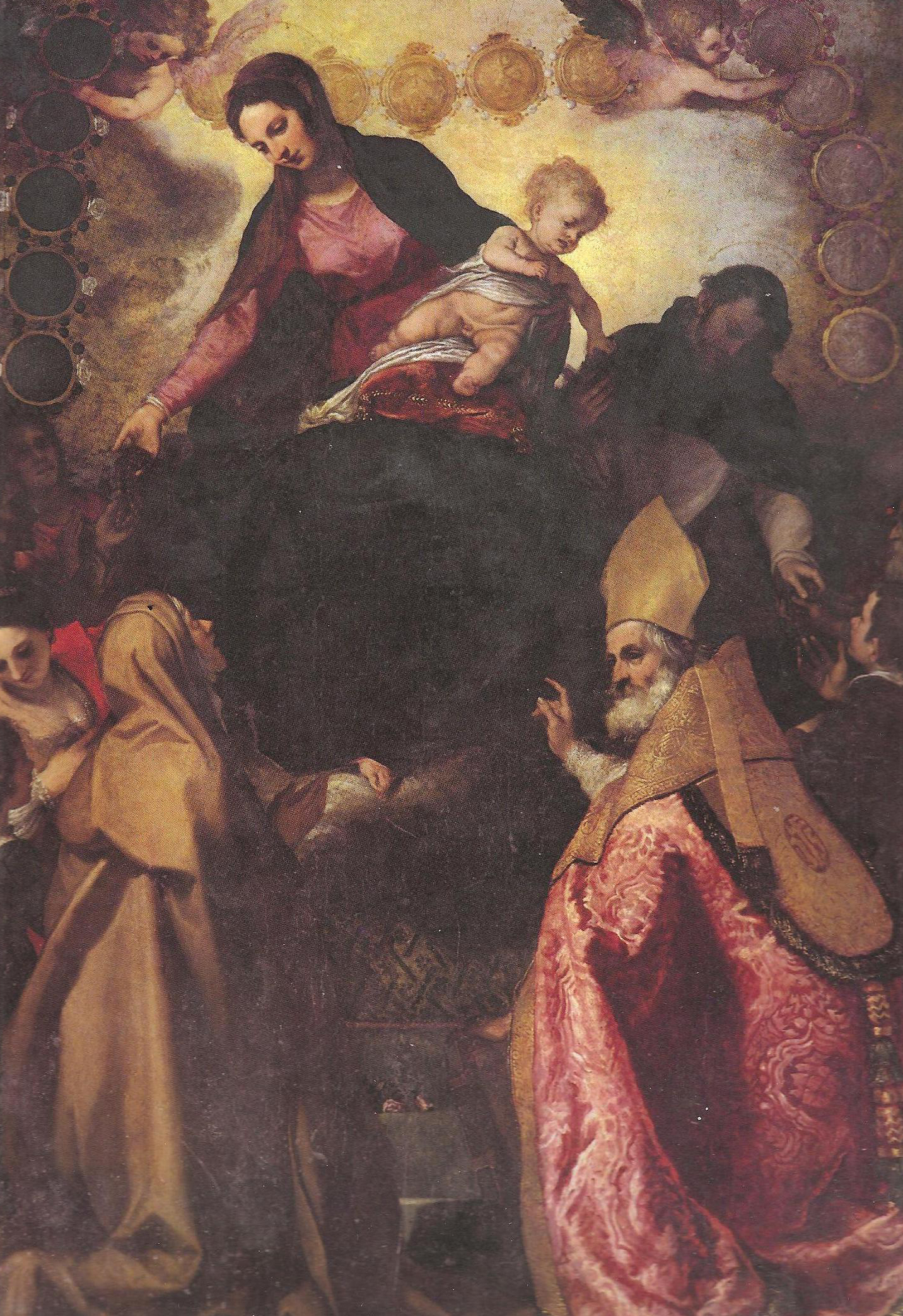
Madonna del Rosario e i Santi Domenico di Guzman, Monica e Agostino Vescovo Pontedera, Chiesa dei SS. Giacomo e Filippo
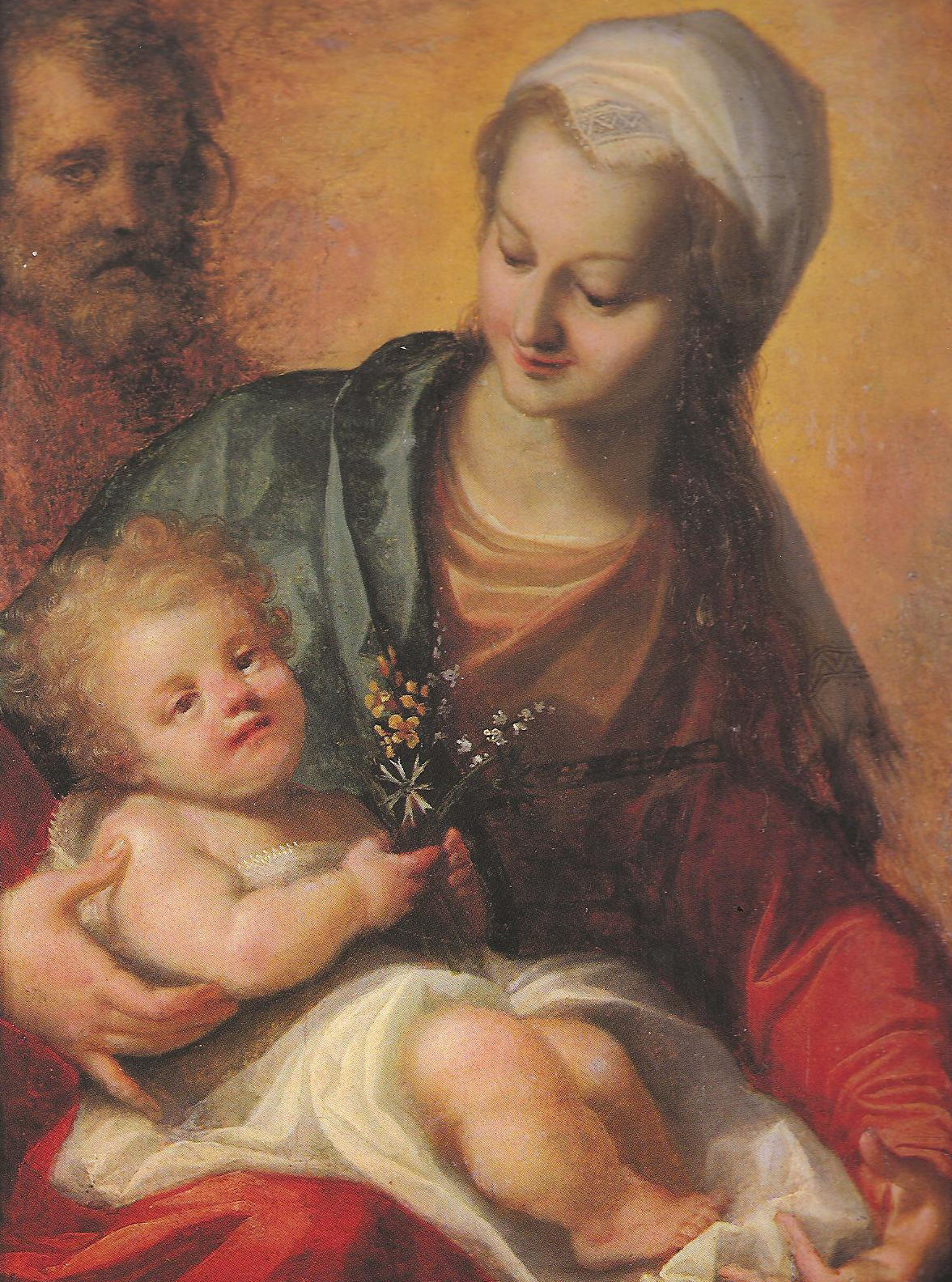
Madonna col Bambino, Firenze, Galleria Palatina
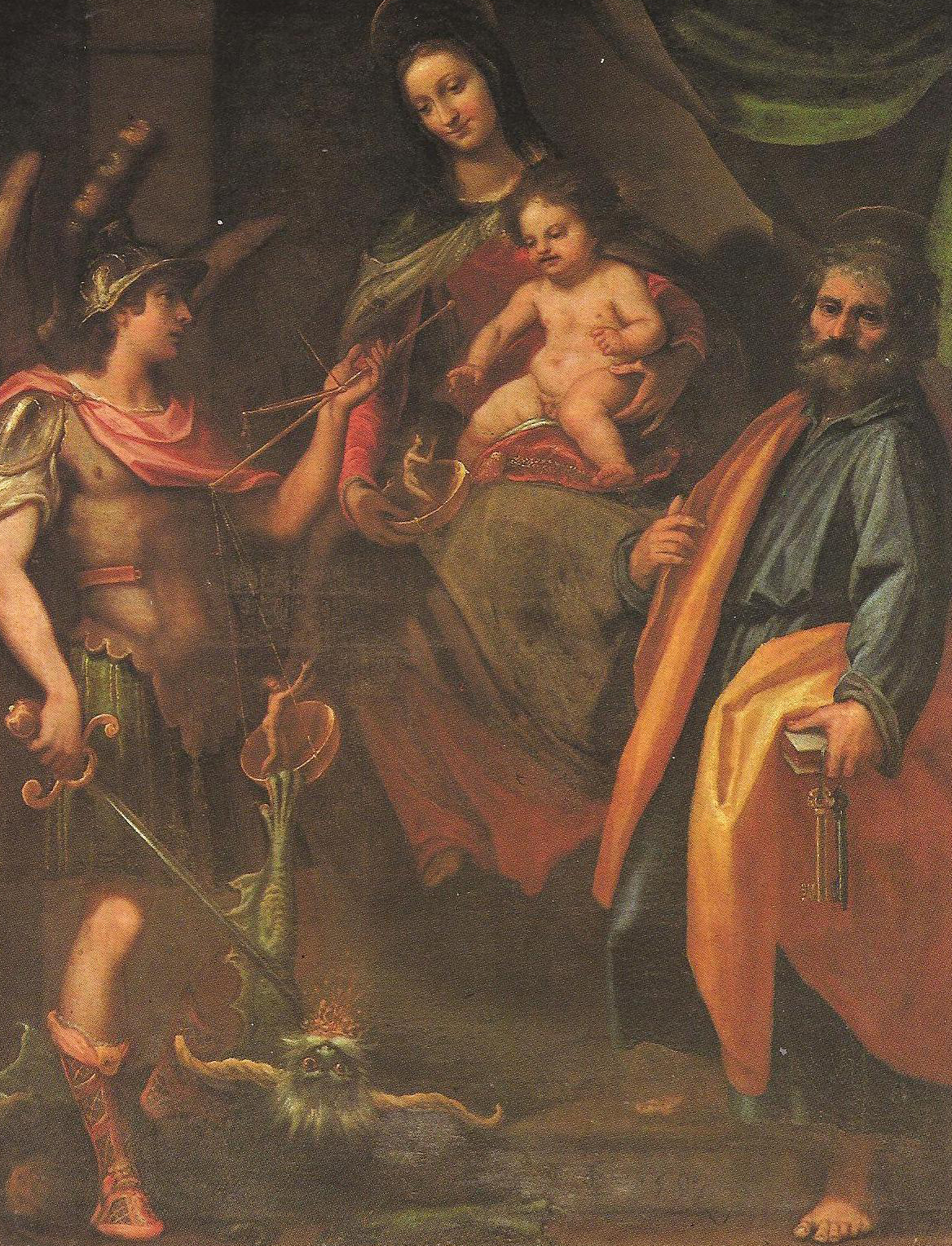
Madonna e Santi, Pianezzole, Chiesa S. Michele Arcangelo
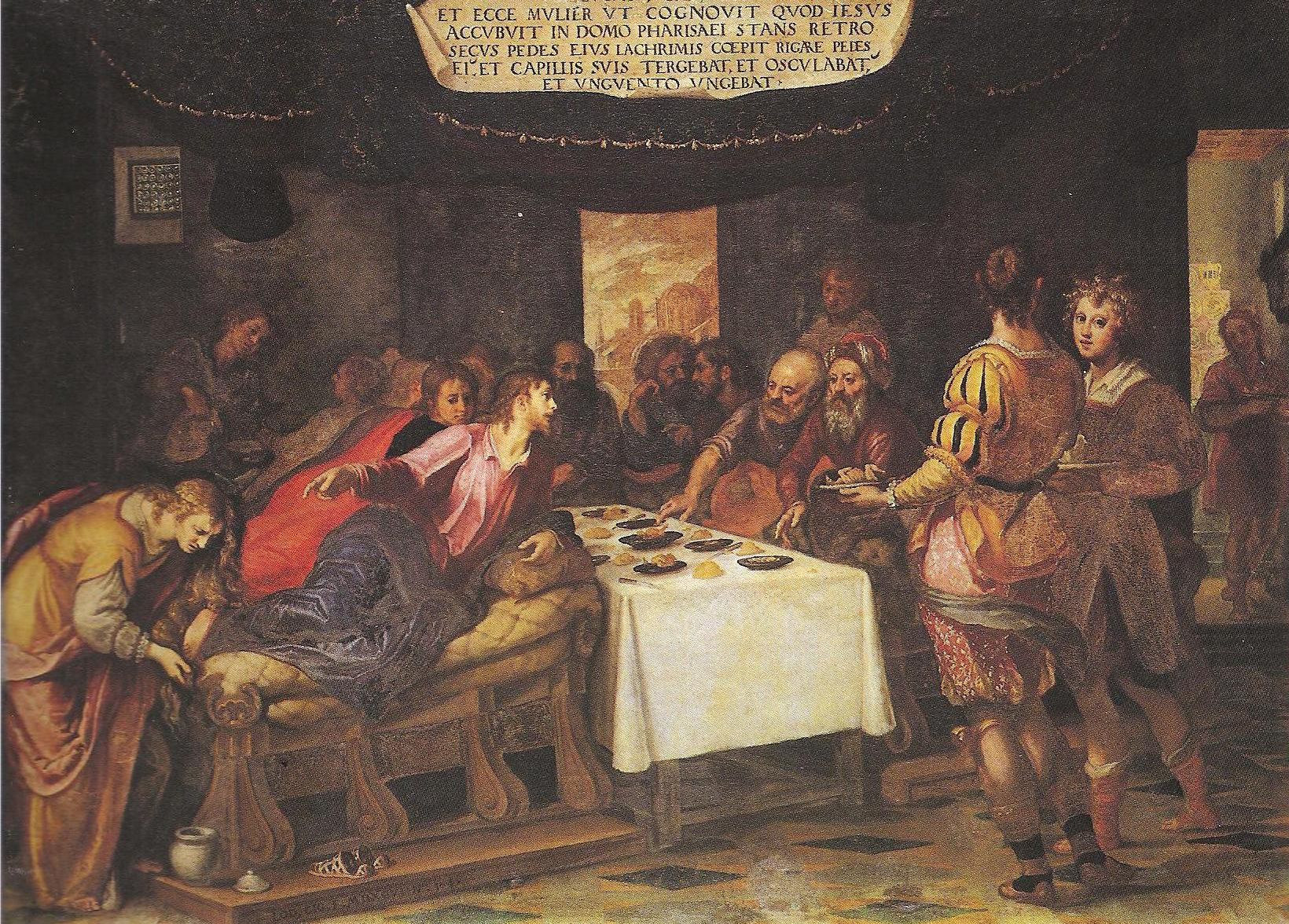
Cena in casa del fariseo, Roma, Galleria Doria Pamphili
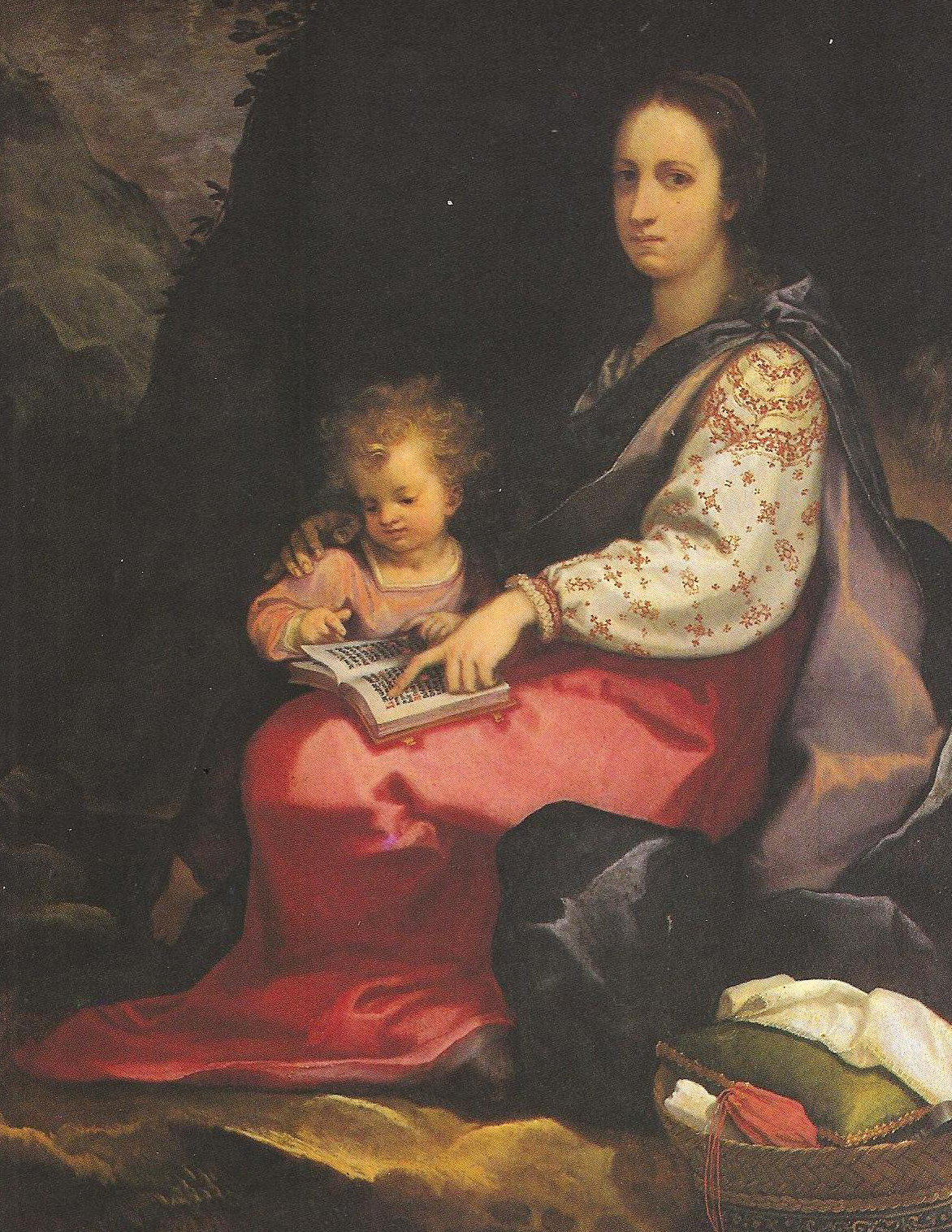
Madonna che insegna a leggere al Bambino, Firenze, Galleria Palatina
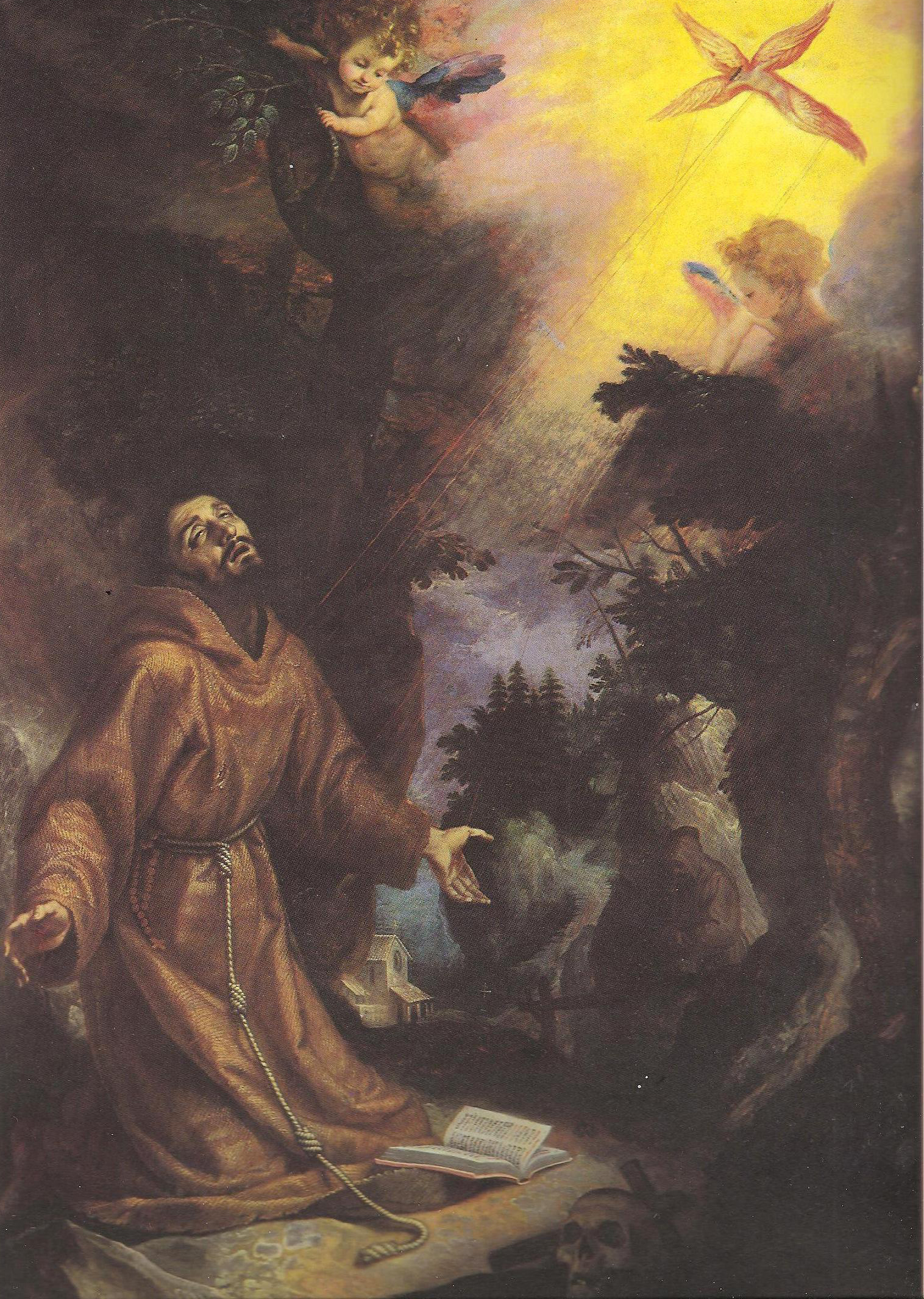
S. Francesco riceve le stimmate, Firenze, Galleria degli Uffizi

##### Ilmartirio di Santo Stefanoe il ciclo della narrazione sacra
A questi ciclo di opere appartengono le varie rappresentazioni dei santi raffigurati in particolari atteggiamenti devozionali o di estasi, nei quali il Cigoli introduce la componente emozionale (il pathos), ancor prima del Bernini e del Reni.
- Martirio di santo Stefano, 1597, olio su tela, 287x450 cm, Firenze, Galleria Palatina
- Resurrezione di Lazzaro, 1598, olio su tela, 305x175 cm, Montopoli in Val d'Arno, chiesa del conservatorio di Santa Marta
- San Girolamo nello studio, 1599, olio su tavola, 412x206 cm, Roma, Basilica di San Giovanni Battista dei Fiorentini
- Pietà,1599, olio su tela, cm. 193 x 144. Vienna, Kunsthistorisches Museum
- San Francesco in preghiera, 1599, olio su tela, 145x120 cm, Roma, Galleria Nazionale d'Arte Antica
- San Pietro cammina sulle acque, 1599, olio su tavola, 254x167 cm, Firenze, Palazzo Pitti
- Cristo deposto, 1599, olio su tela, 115x115 cm, Colle di Val d'Elsa, Palazzo Vescovile
- Annunciazione, 1600, olio su tela, 296x186 cm, Firenze, chiesa dei Santi Francesco e Chiara

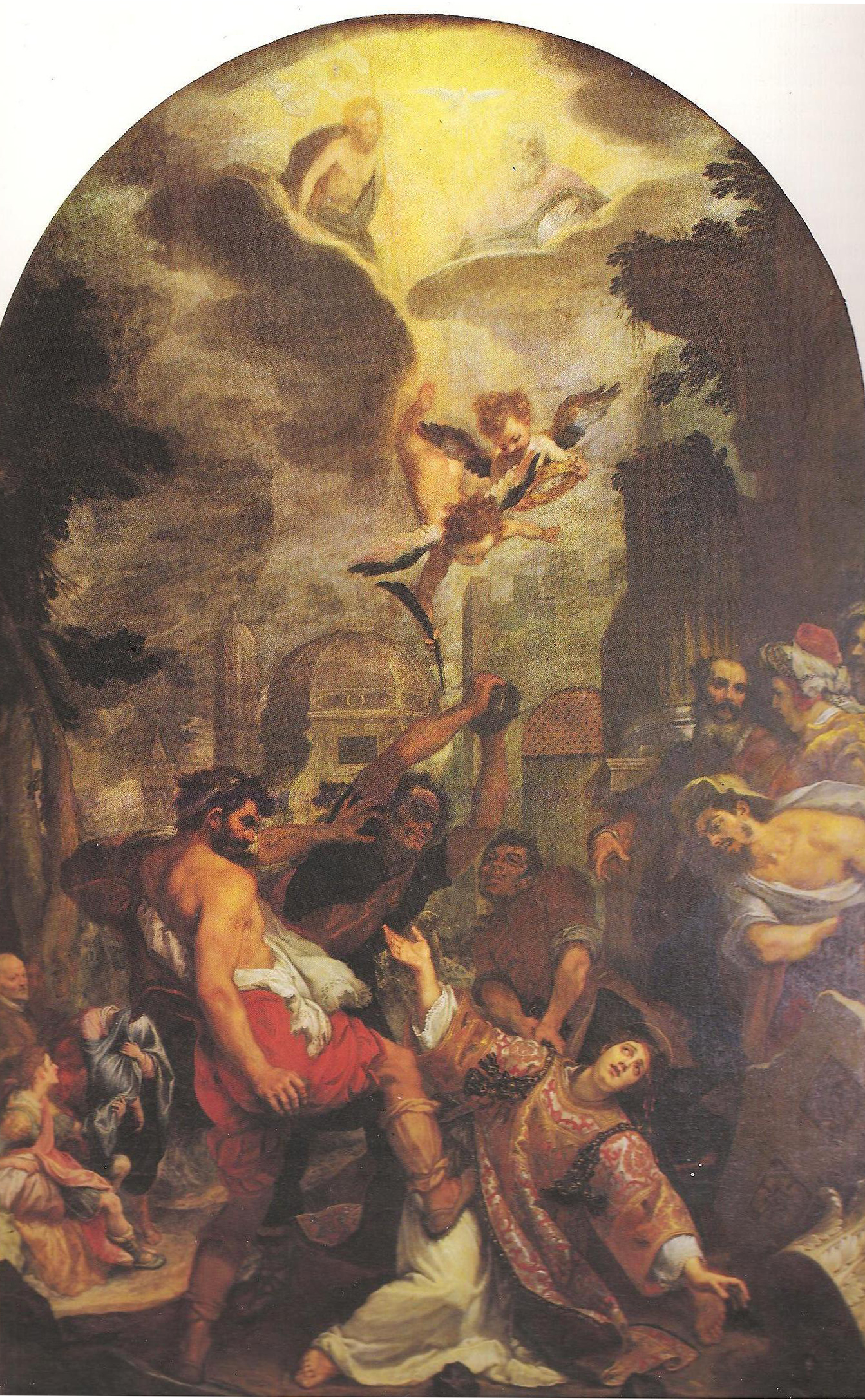
Martirio di Santo Stefano, Firenze, Galleria Palatina
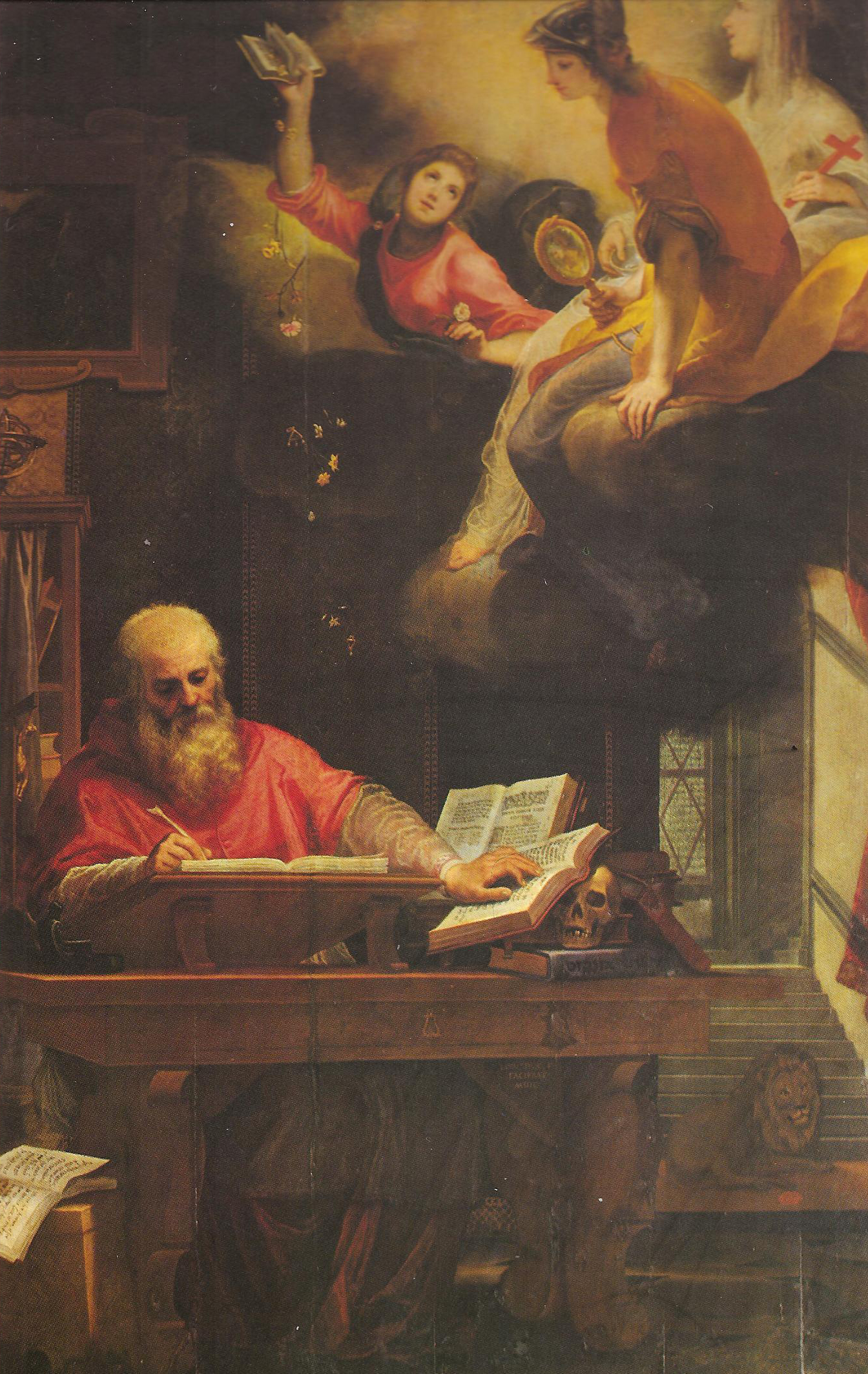
San Girolamo nello studio, Roma, Chiesa di San Giovanni dei Fiorentini
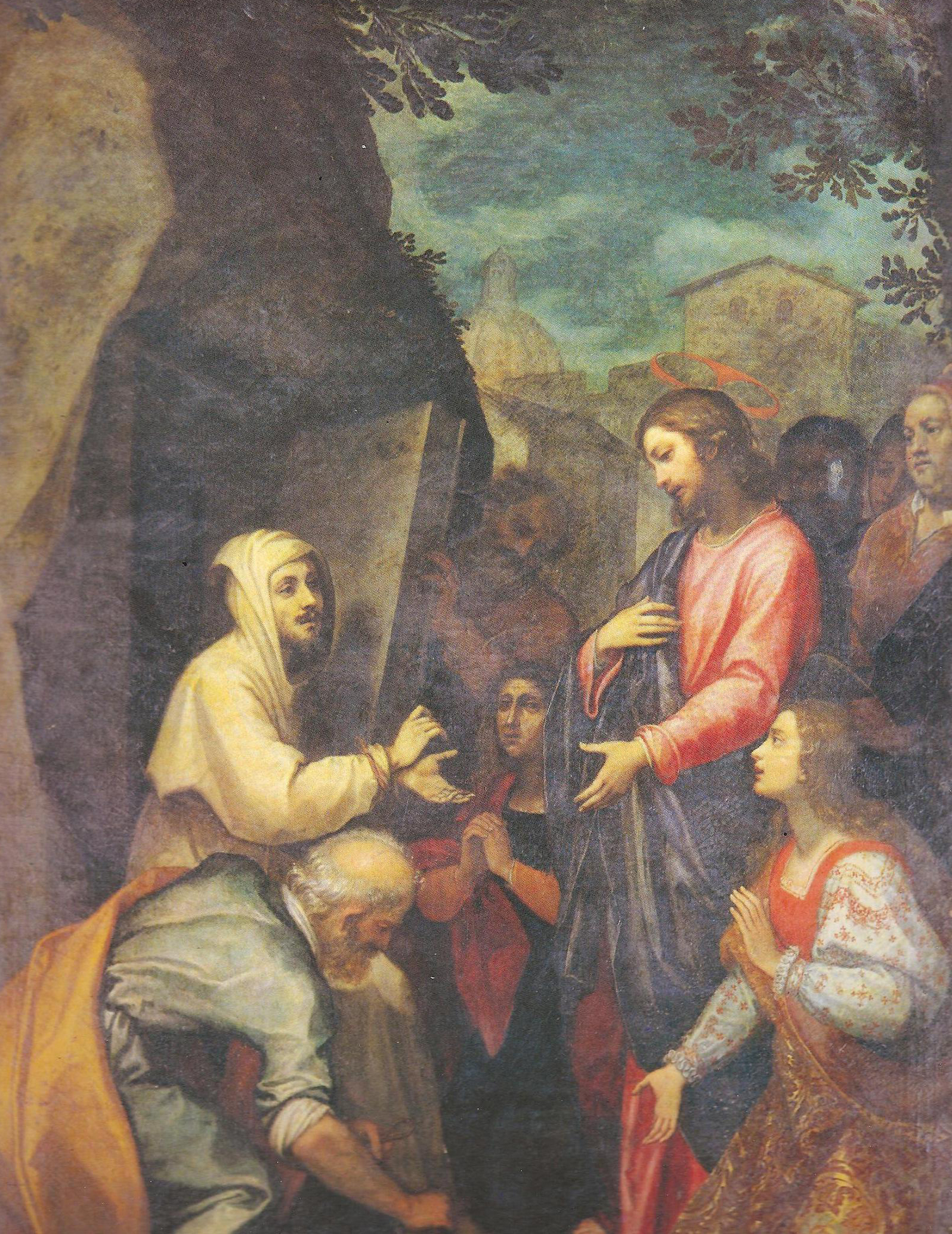
Resurrezione di Lazzaro, Montopoli, Chiesa del conservatorio di Santa Marta
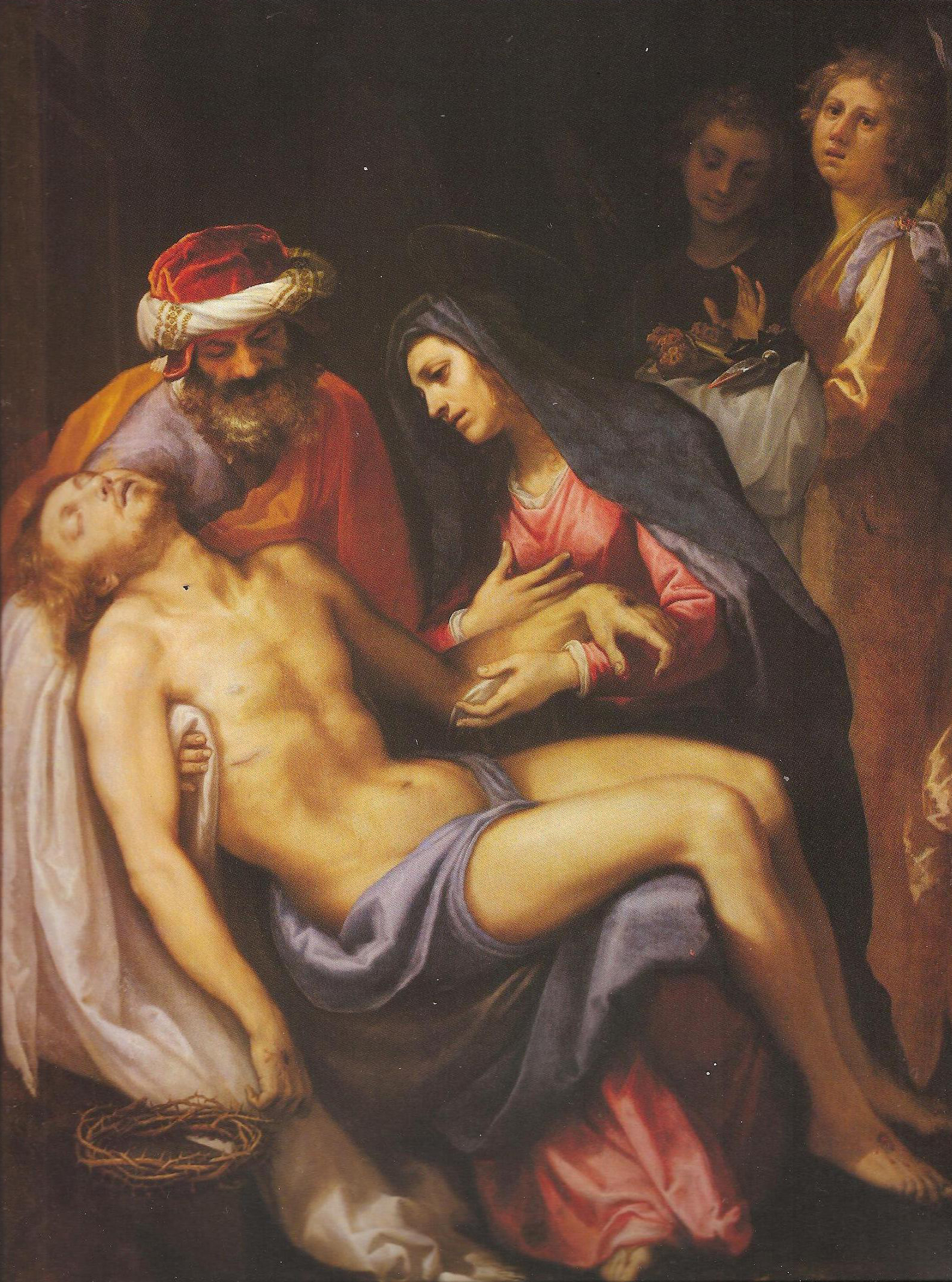
Pietà, Parigi, Louvre
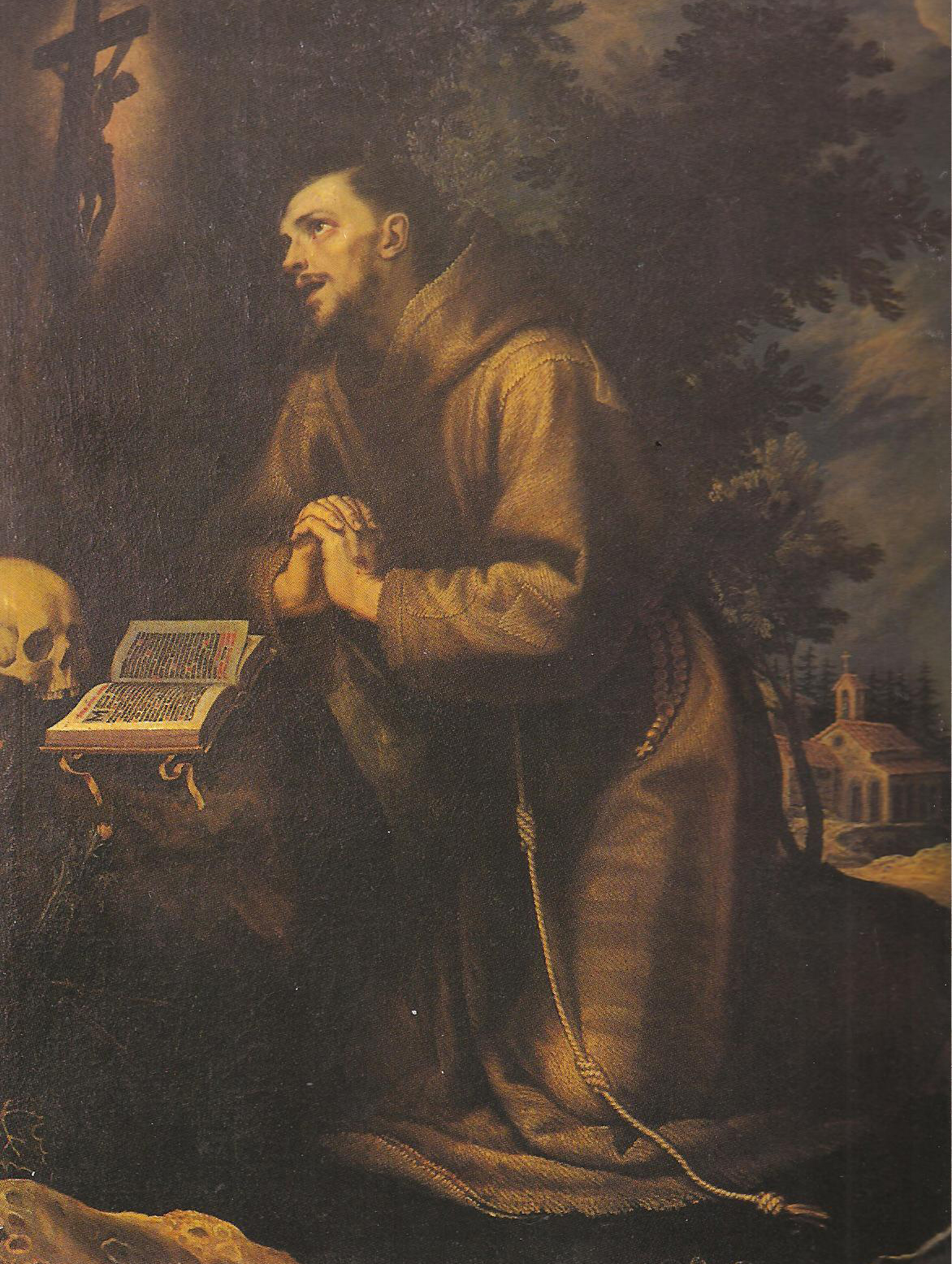
San Francesco in preghiera, Roma, Galleria Nazionale d’Arte Antica
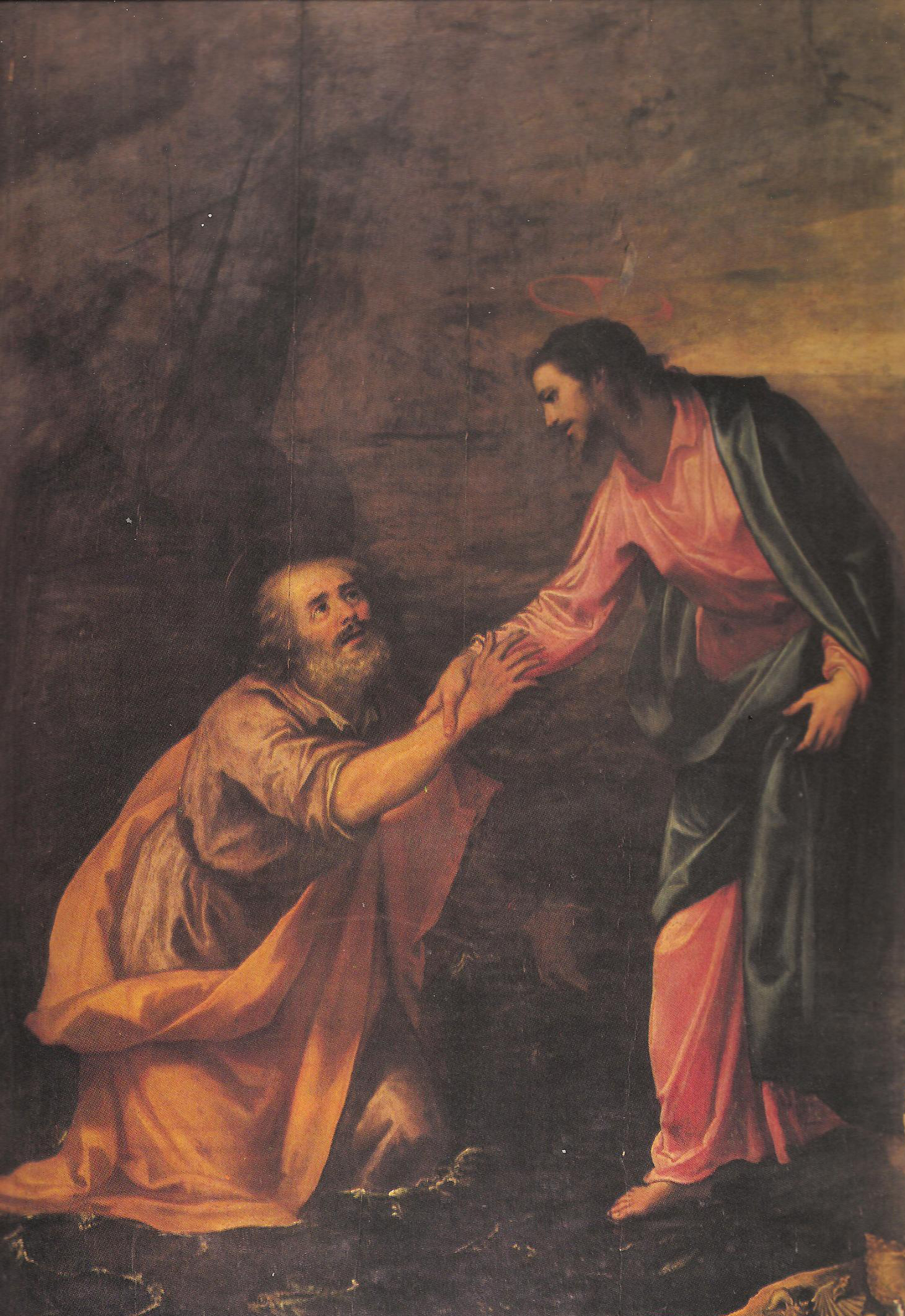
San Pietro cammina sulle acque, Firenze, Palazzo Pitti
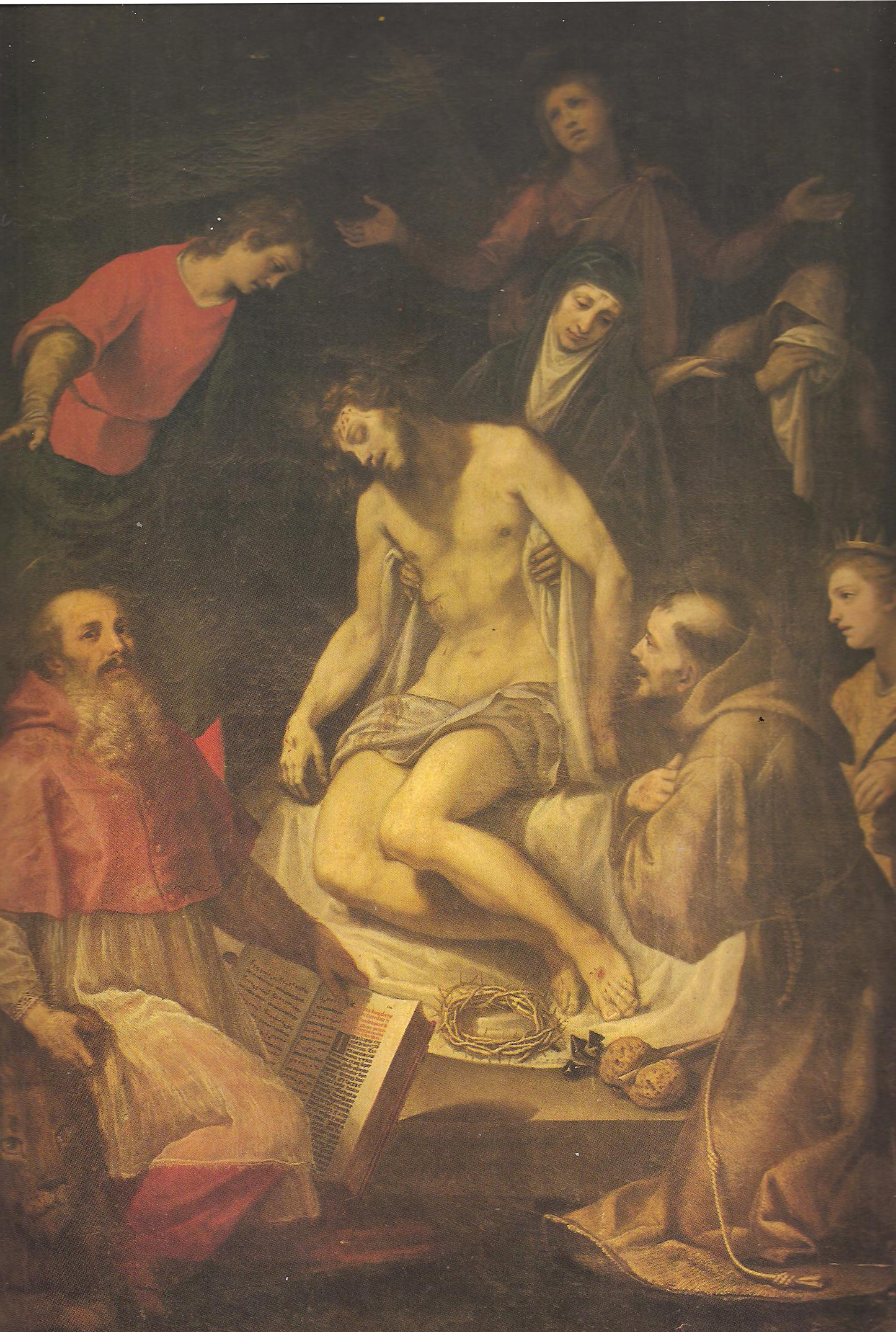
Cristo deposto, Colle Val d'Elsa, Palazzo Vescovile
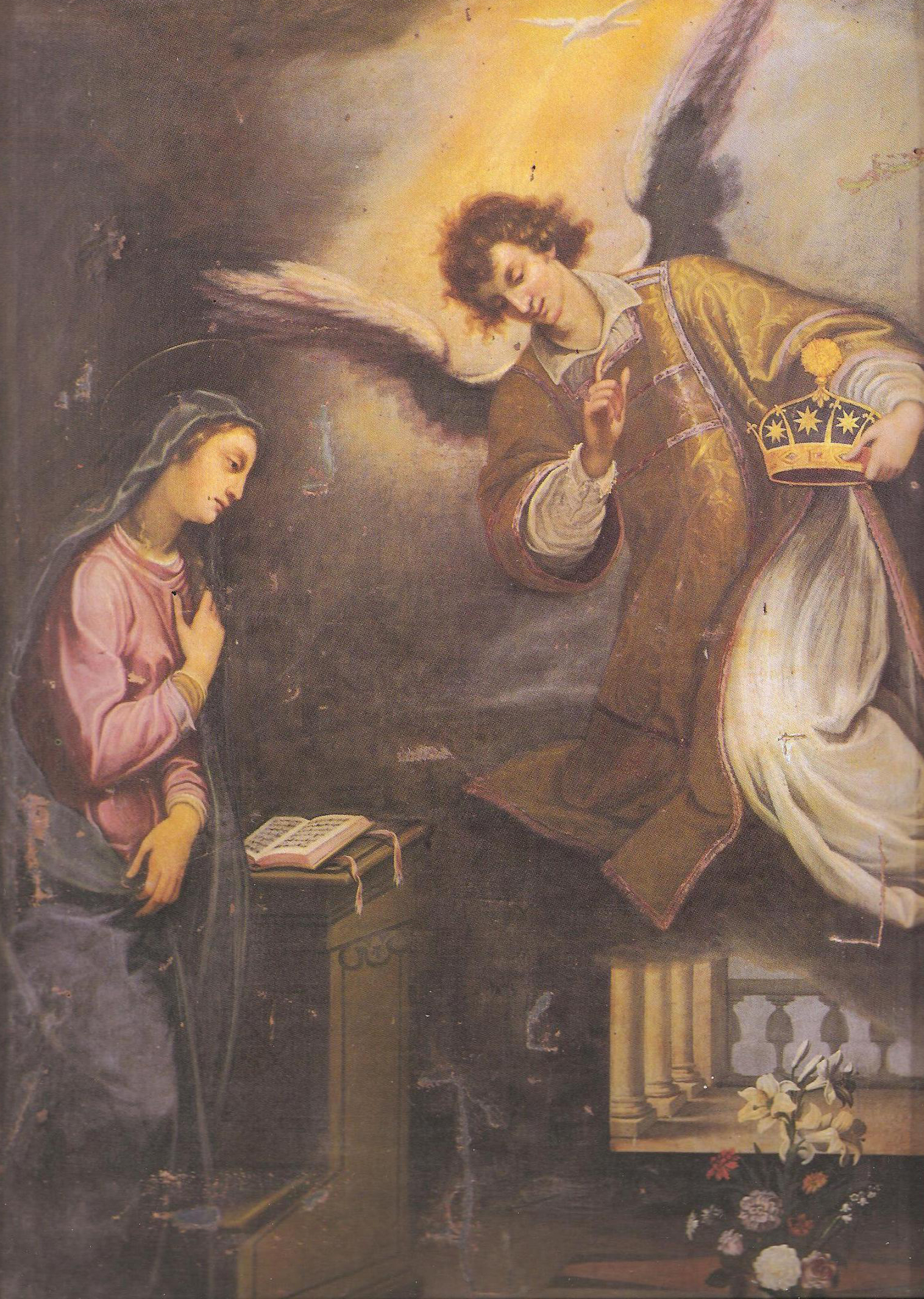
Annunciazione, Firenze, Chiesa dei SS. Francesco e Chiara a Montughi

### Periodo romano e il concorso Massimi
Il terzo periodo di produzione pittorica, coincide con gli ultimi dieci anni della sua vita, dal 1603 al 1613. Le opere prodotte in questi anni rivelano l'influsso di Raffaello, del barocco romano, ma soprattutto di Barrocci e di Correggio per quanto riguarda l'uso del colore caldo e naturale, in antitesi con i classici colori freddi dei manieristi.
- Disputa di santa Caterina d'Alessandria, 1603, olio su tela, Firenze, Chiesa di San Gaggio
- Nozze mistiche di santa Caterina, 1604, olio su tavola, Firenze, Chiesa di San Gaggio
- Ecce Homo, 1604, olio su tavola, 175x135 cm, Firenze, Galleria Palatina
- Martirio di san Giacomo e Josia, 1605, olio su tela, 305x215 cm, Polesine (MN), Chiesa di San Giacomo Maggiore
- Allegoria della Carità, 1605, olio su tela, 245x125 cm, Firenze, Palazzo Pitti
- La terza apparizione di Cristo a san Pietro, 1607, olio su tela, 370x239 cm, Firenze, Galleria Palatina
- Sacrificio d'Isacco, 1607, olio su tela, 175x132 cm, Firenze, Galleria Palatina
- Natività della Vergine 1608, olio su tela, 295x200 cm, Pistoia, Chiesa della Santissima Annunziata
- Deposizione della croce, 1607, olio su tavola, 321x206 cm, Firenze, Galleria Palatina
- Entrata di Cristo a Gerusalemme, 1609, olio su carta, 43x35 cm Firenze, Basilica di Santa Croce

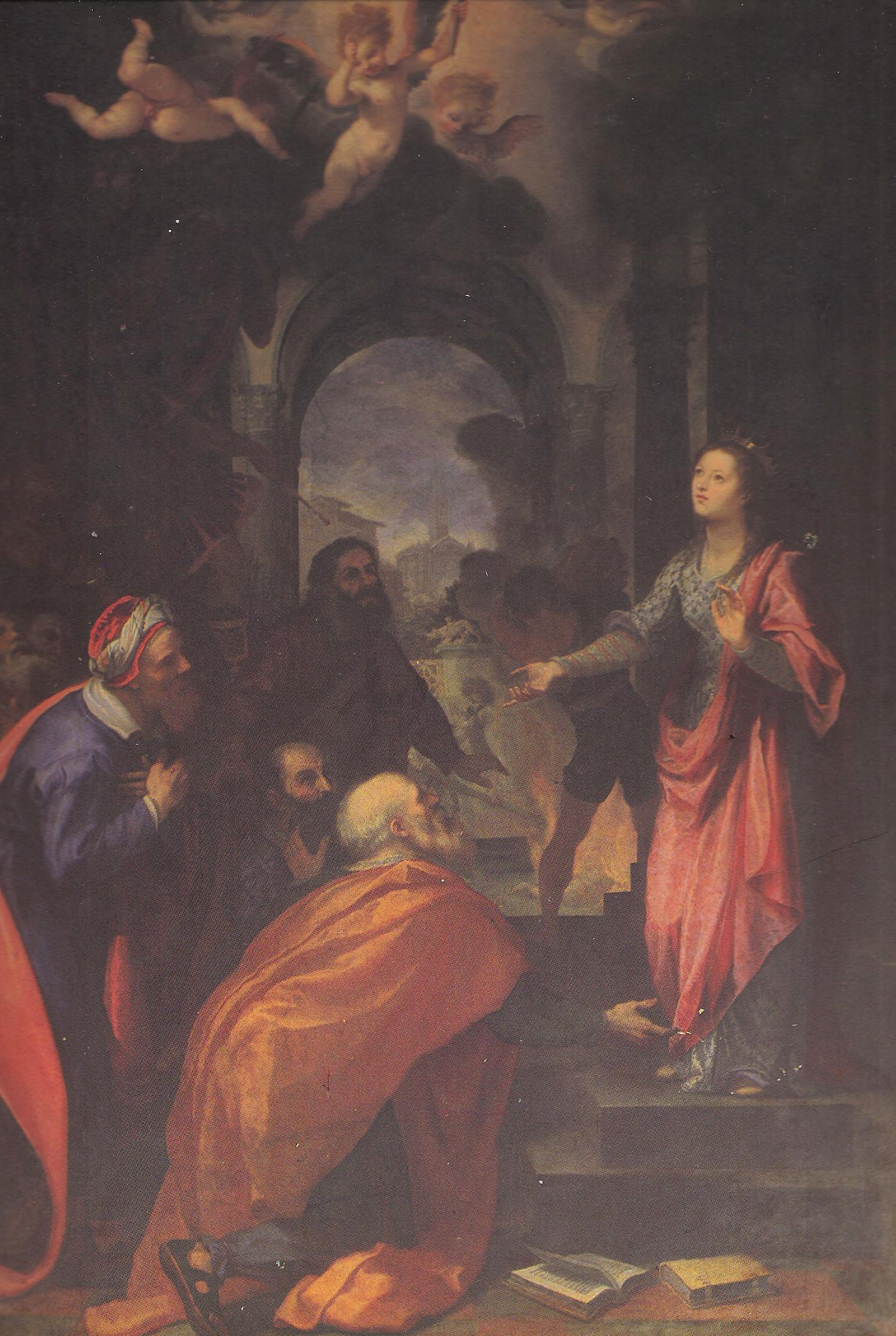
Disputa di santa Caterina d’Alessandria, Firenze, Chiesa di Santa Caterina d'Alessandria a San Gaggio
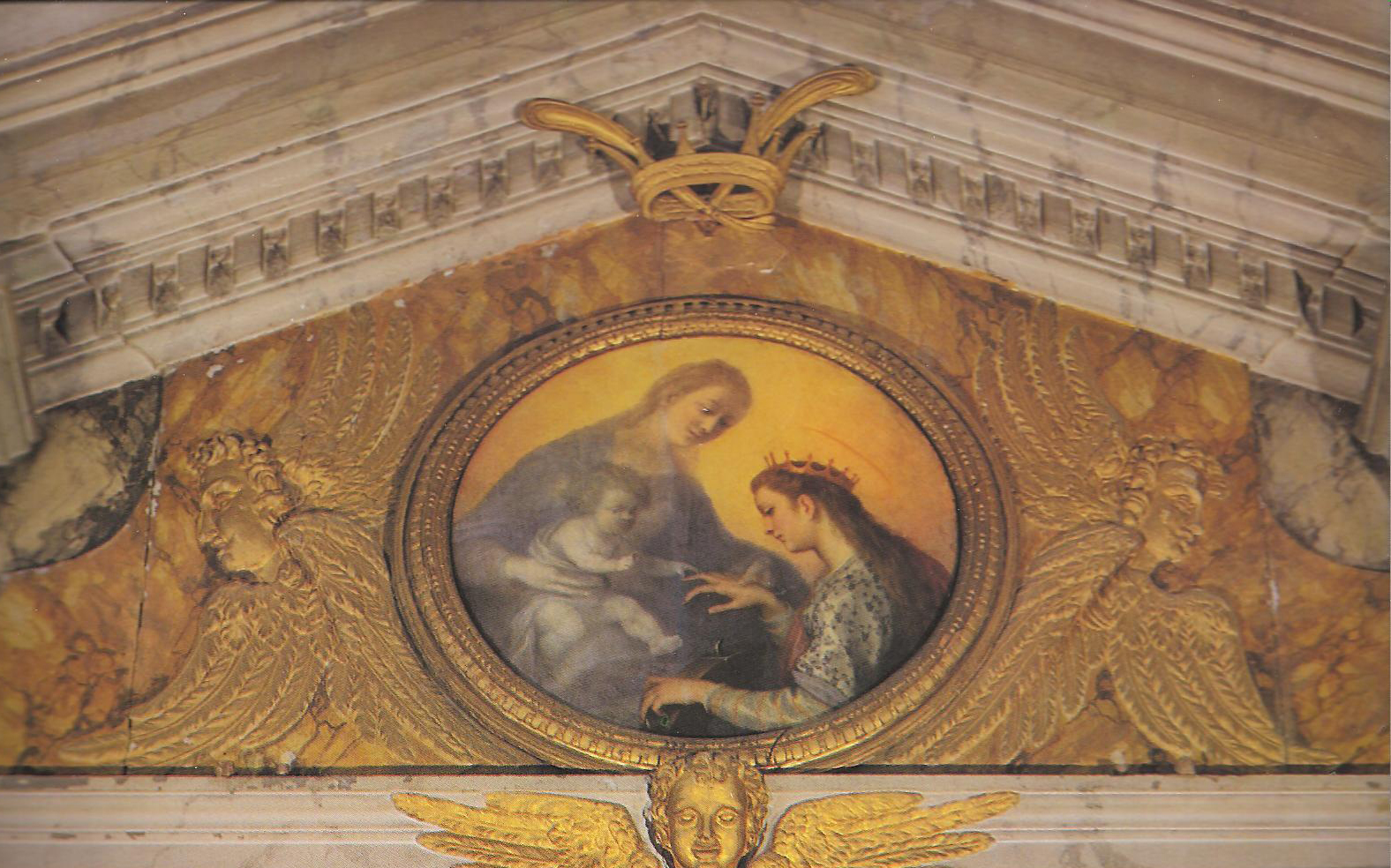
Nozze mistiche di santa Caterina, Firenze, Chiesa di Santa Caterina d'Alessandria a San Gaggio
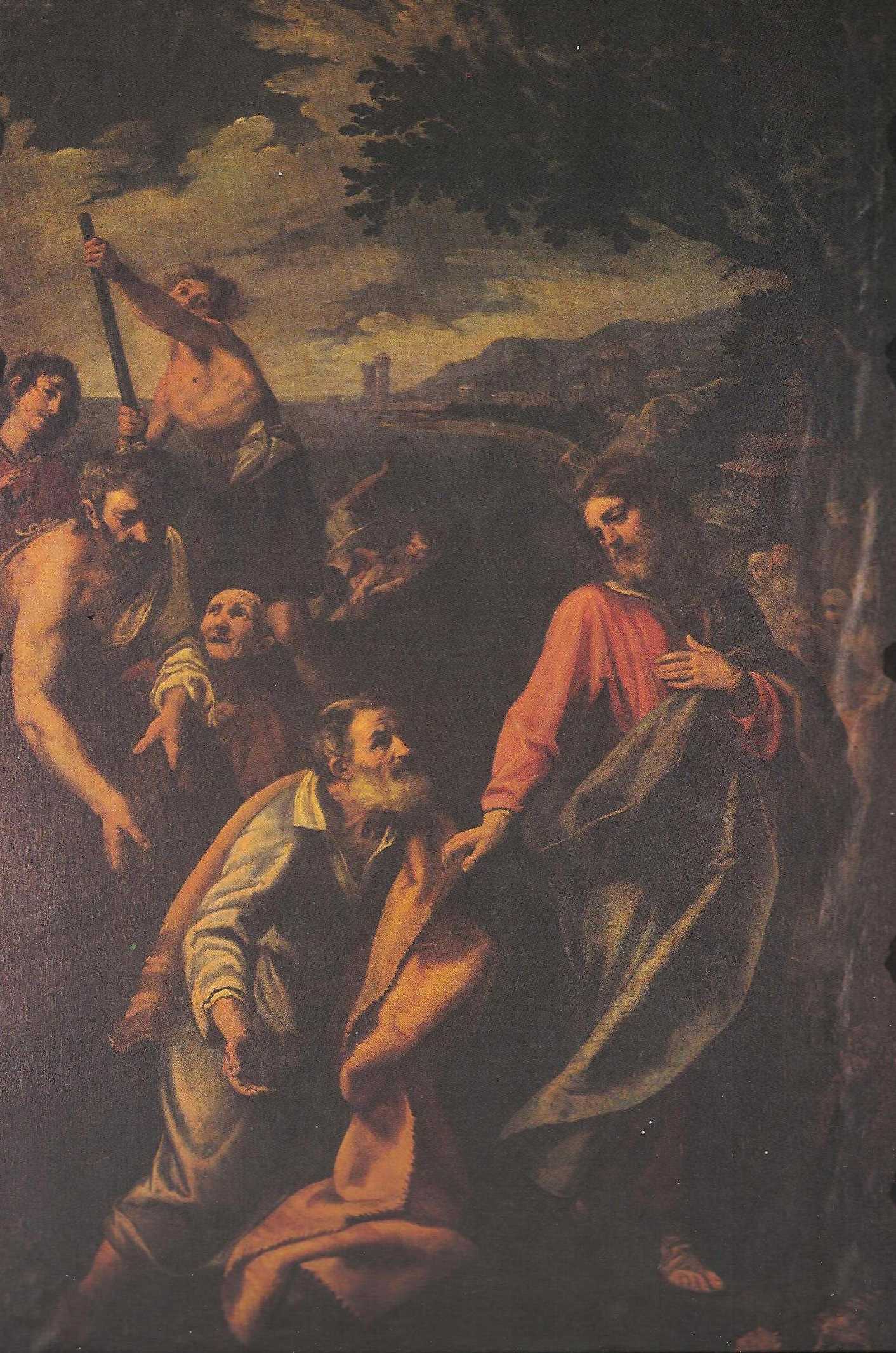
La terza apparizione di Cristo a san Pietro, Firenze, Galleria Palatina
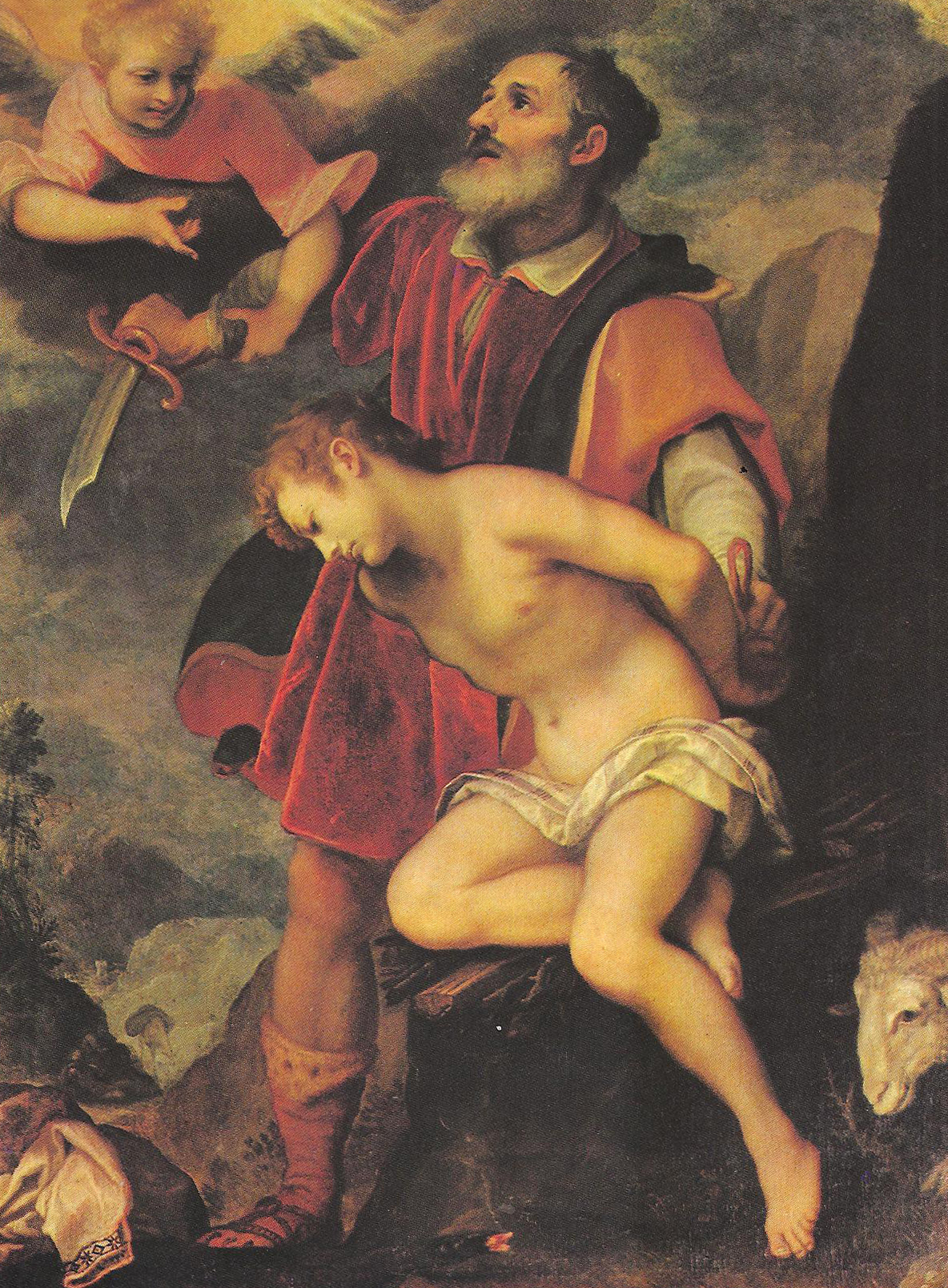
Sacrificio d'Isacco, Firenze, Galleria Palatina
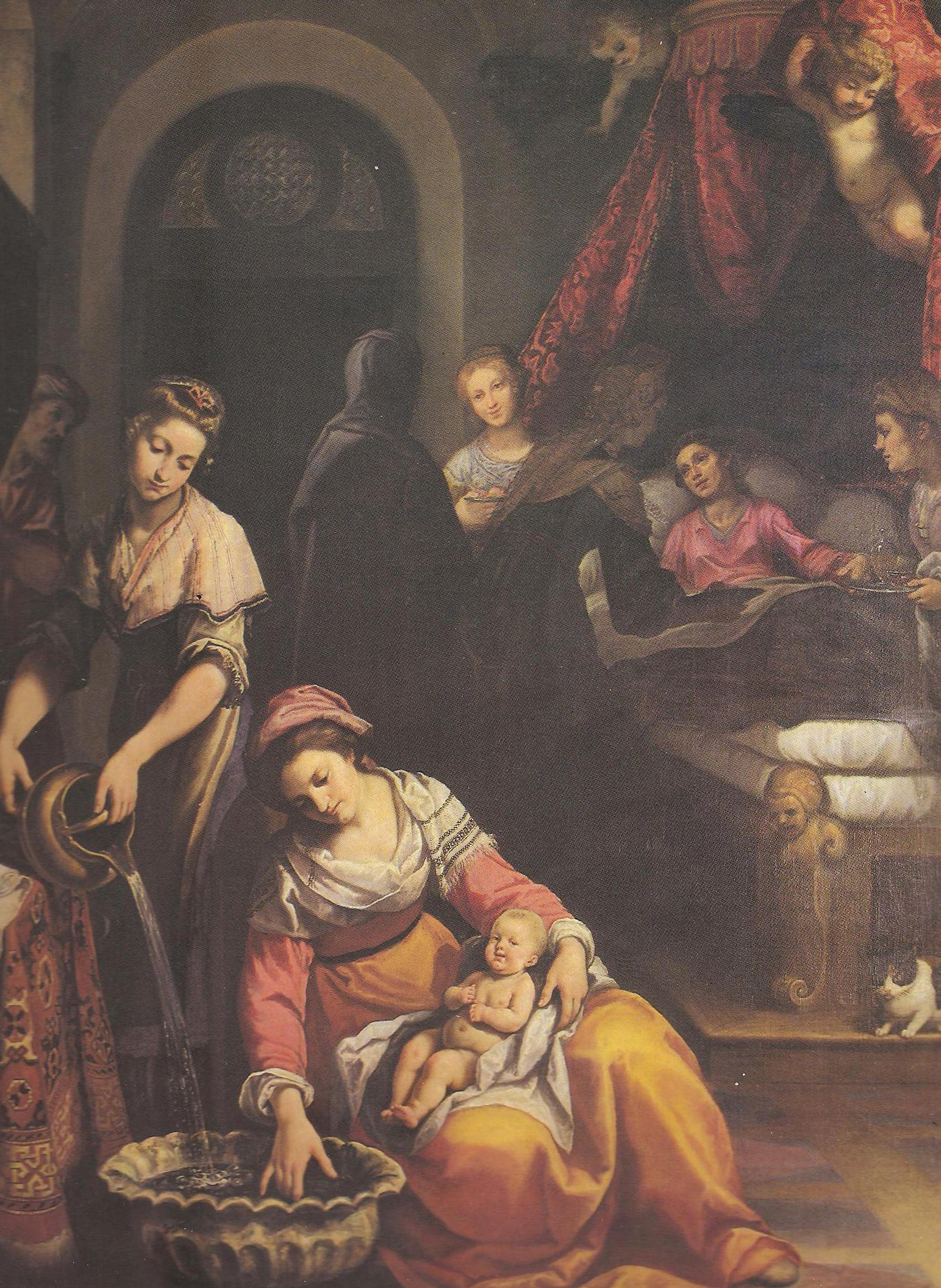
Natività della Vergine, Pistoia, Chiesa della SS. Annunziata
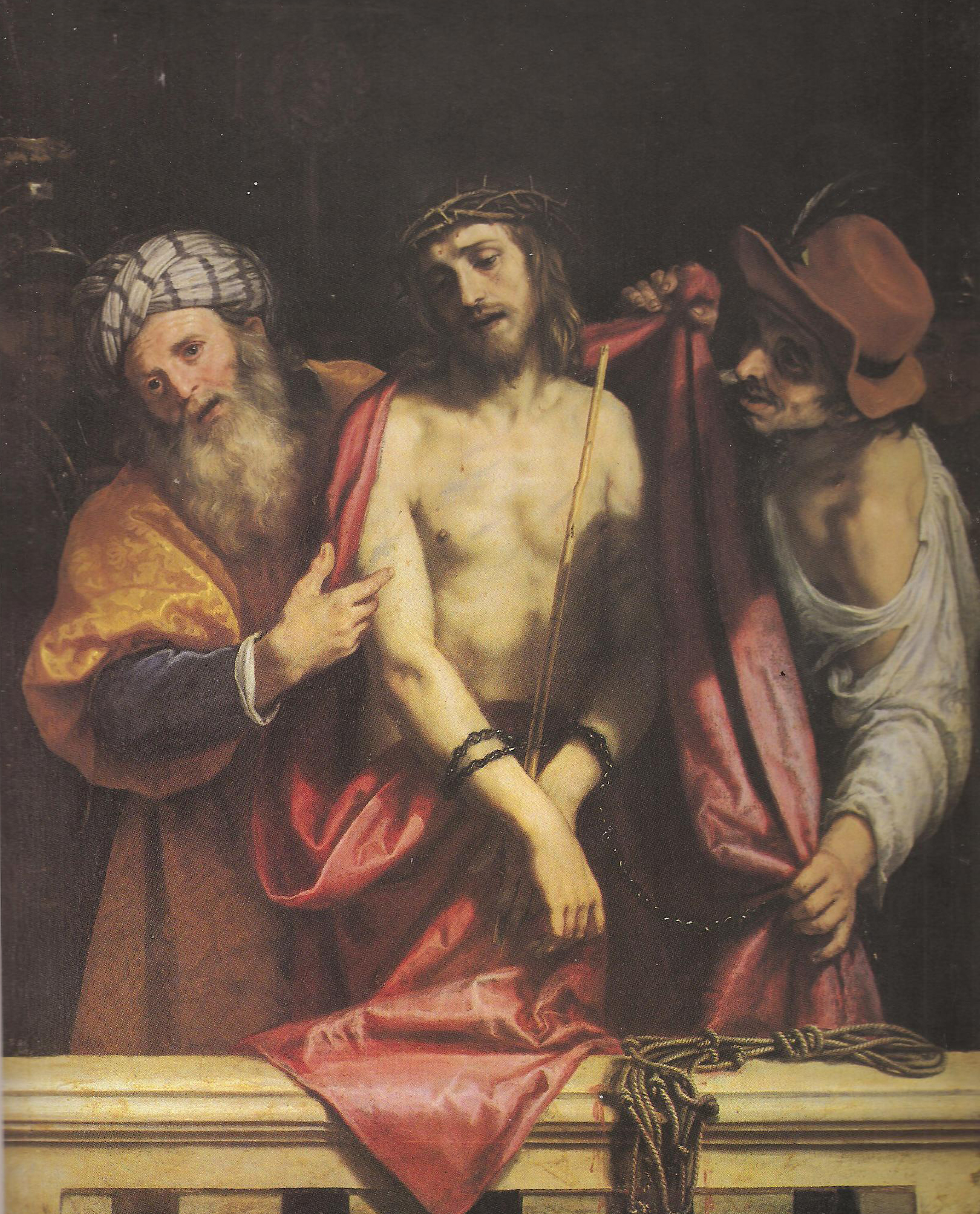
Ecce Homo, Firenze, Galleria Palatina
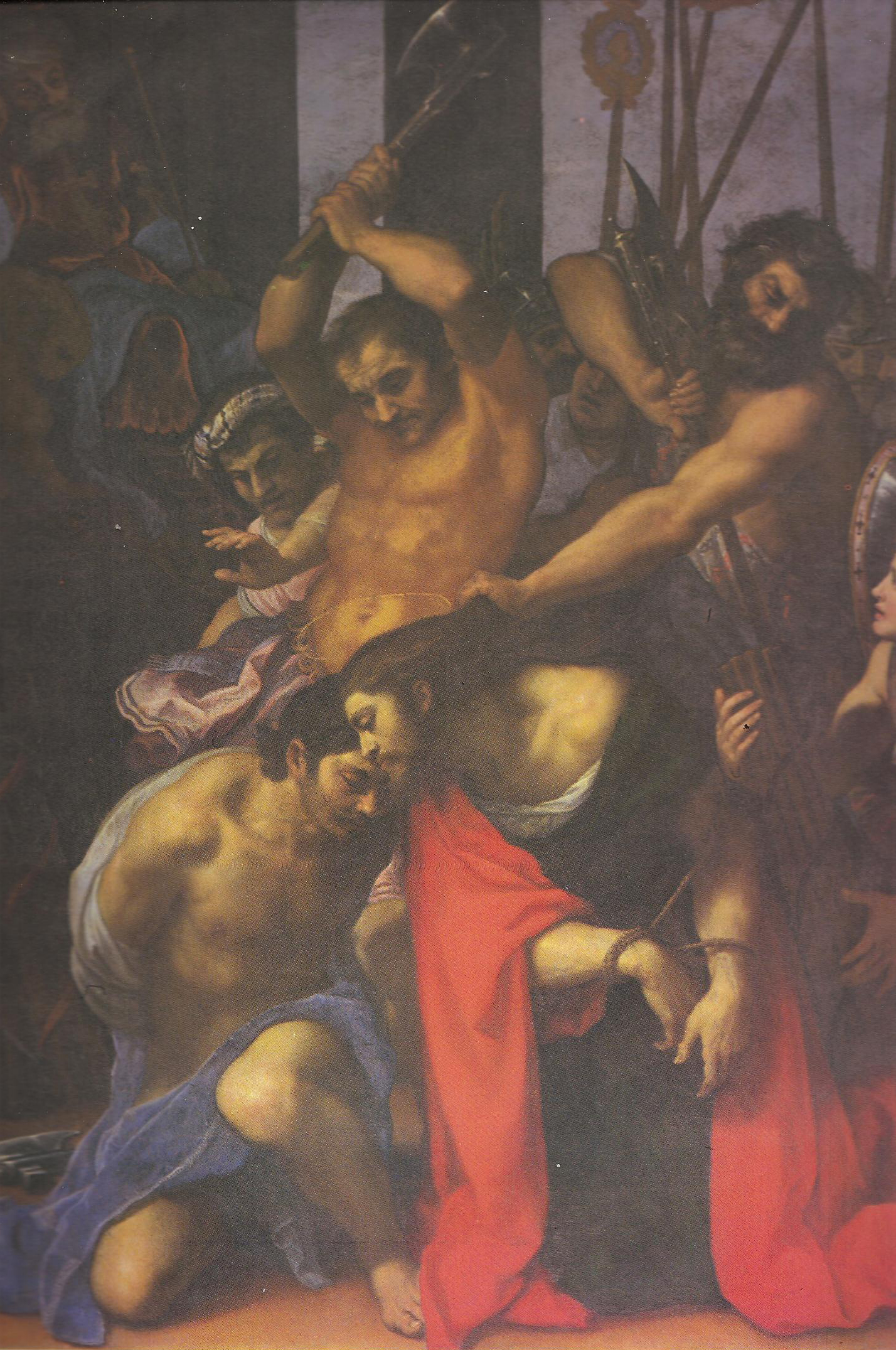
Martirio di san Giacomo e Josia, Polesine, Chiesa di San Giacomo Maggiore
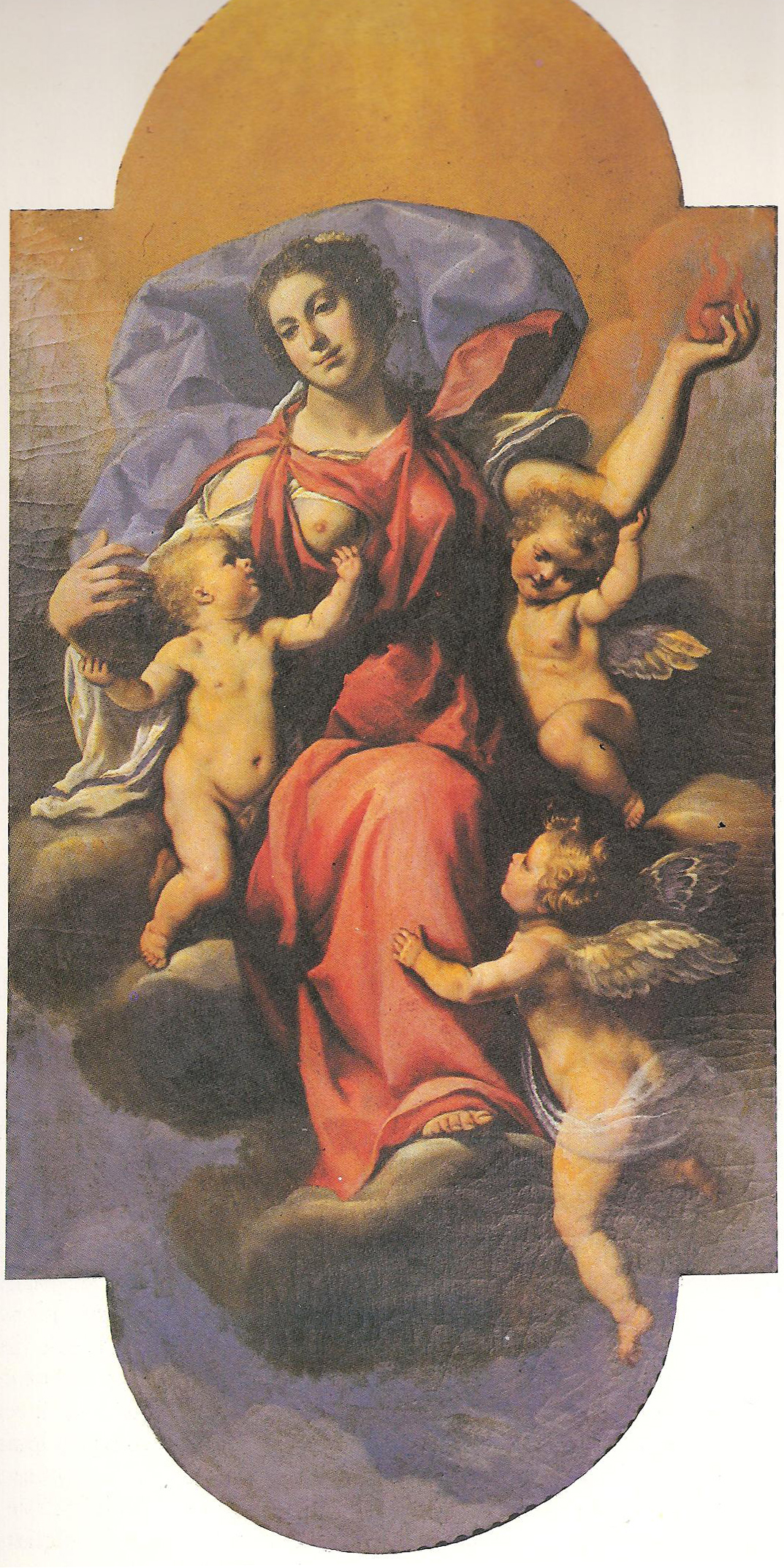
Allegoria della Carità, Firenze, Palazzo Pitti
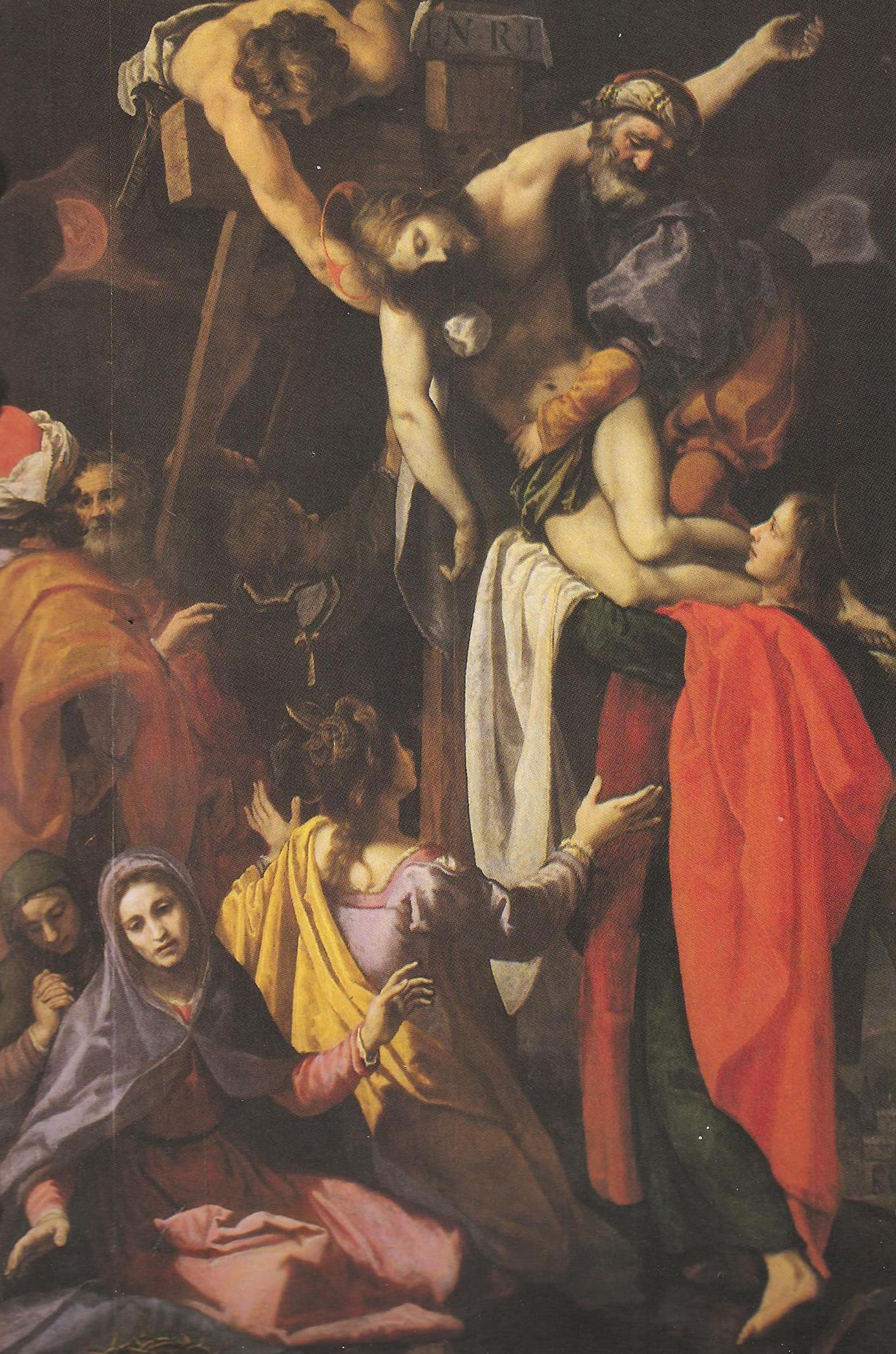
Deposizione della Croce, Firenze, Galleria Palatina
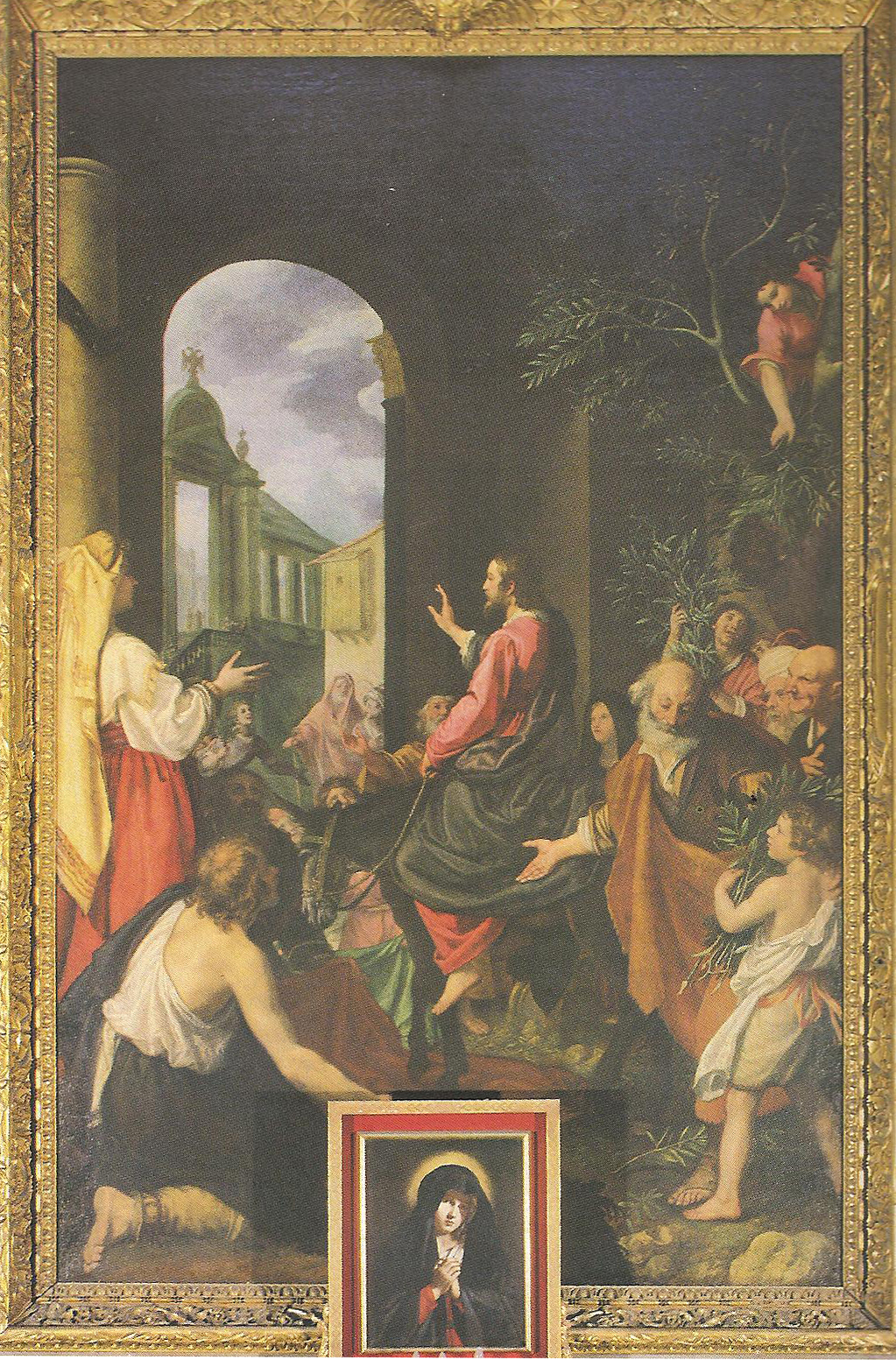
Entrata di Cristo a Gerusalemme, Firenze, Chiesa di Santa Croce

#### Grandi affreschi:la favola di Psicheel'Immacolata Concezione

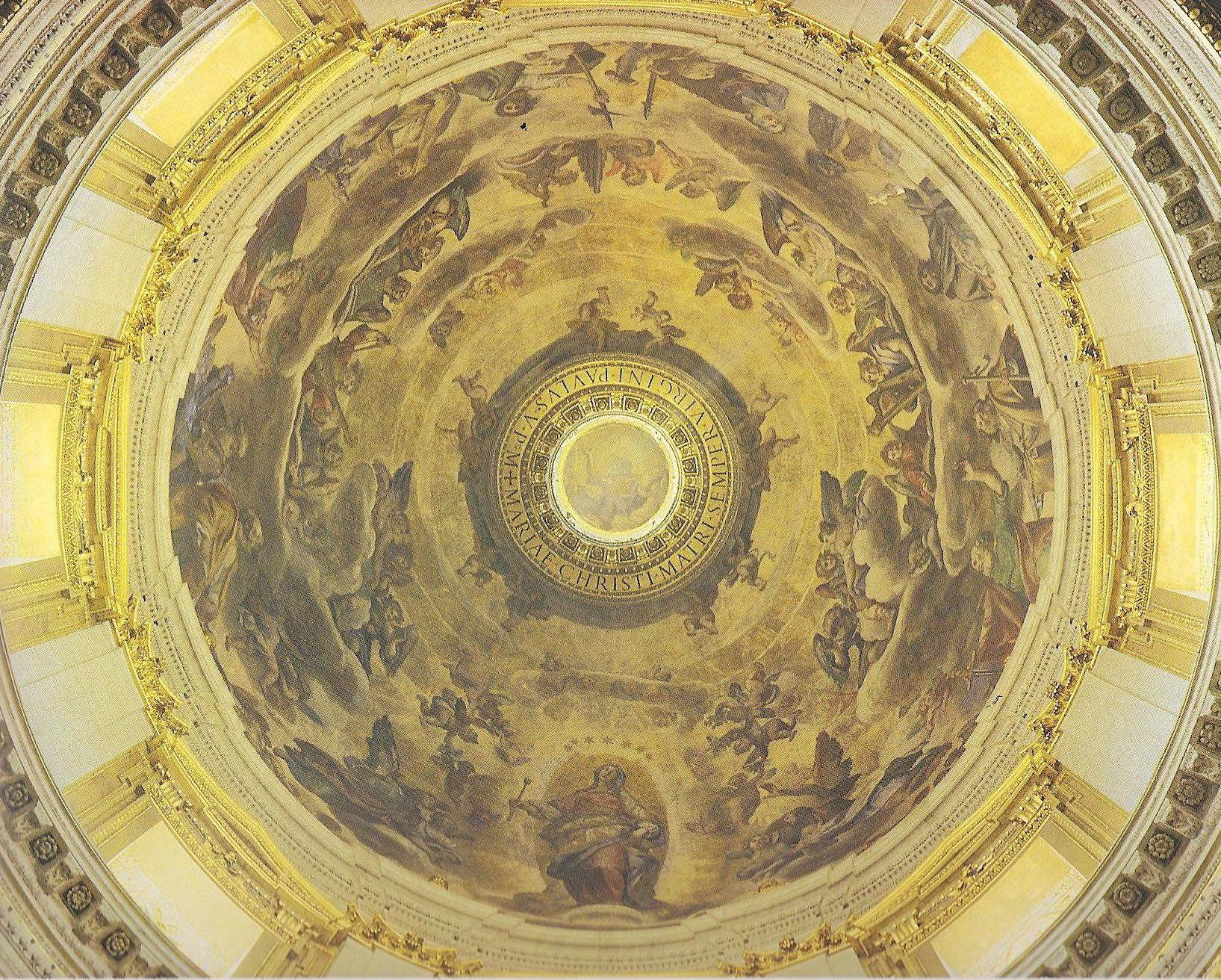
Immacolata concezione, Roma, Basilica di Santa Maria Maggiore
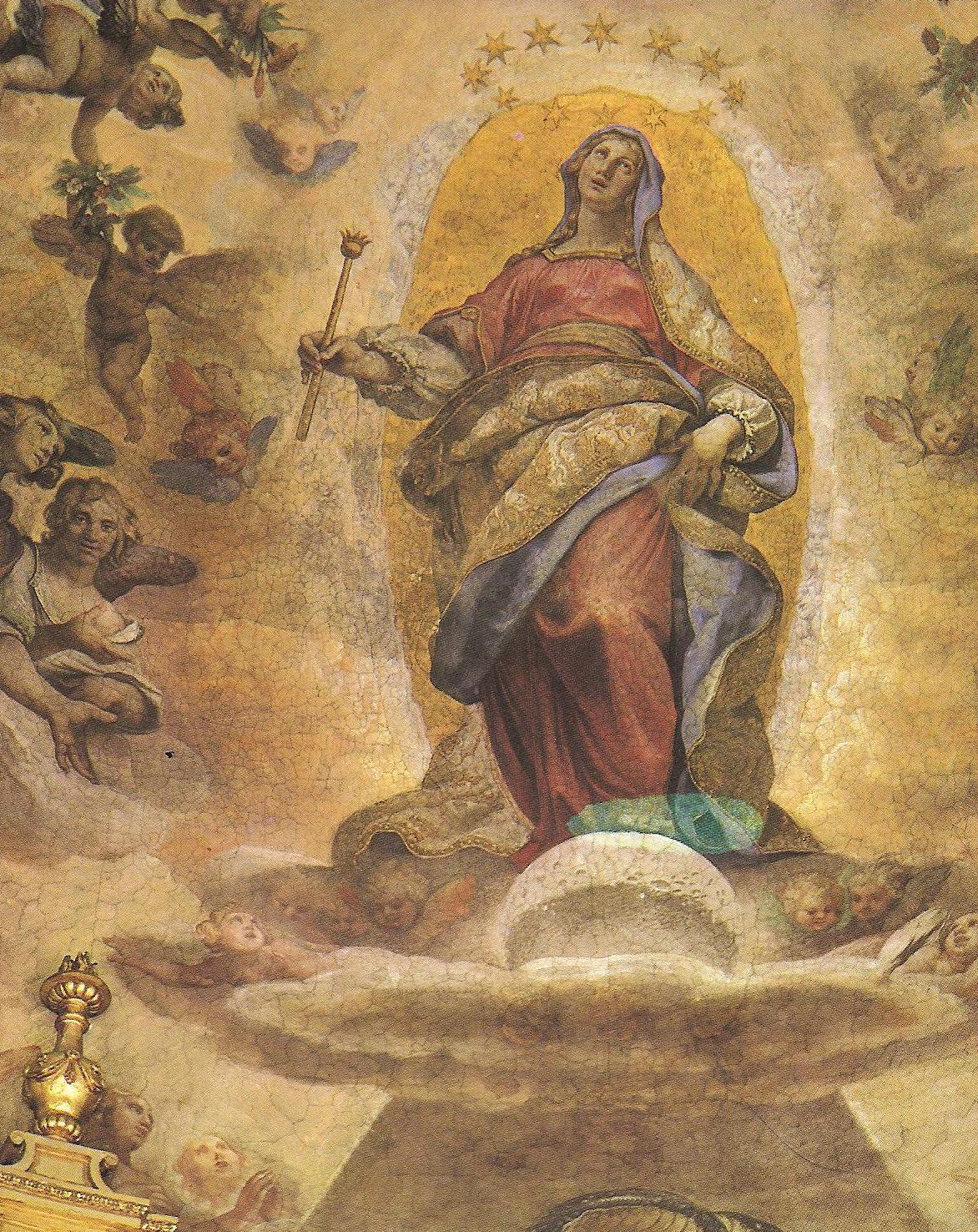
Immacolata concezione, particolare, Roma, Basilica di Santa Maria Maggiore
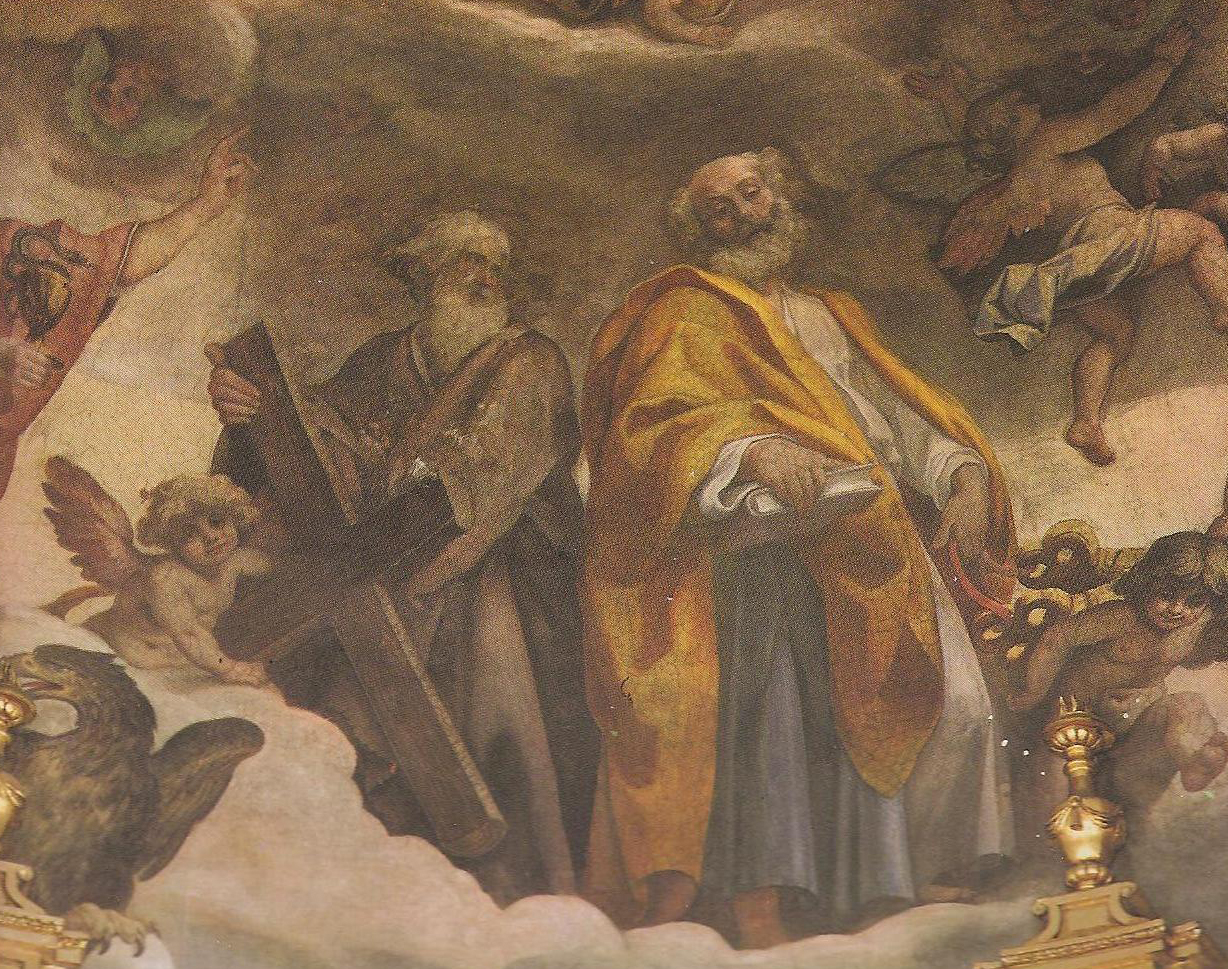
Immacolata concezione, particolare, Roma, Basilica di Santa Maria Maggiore
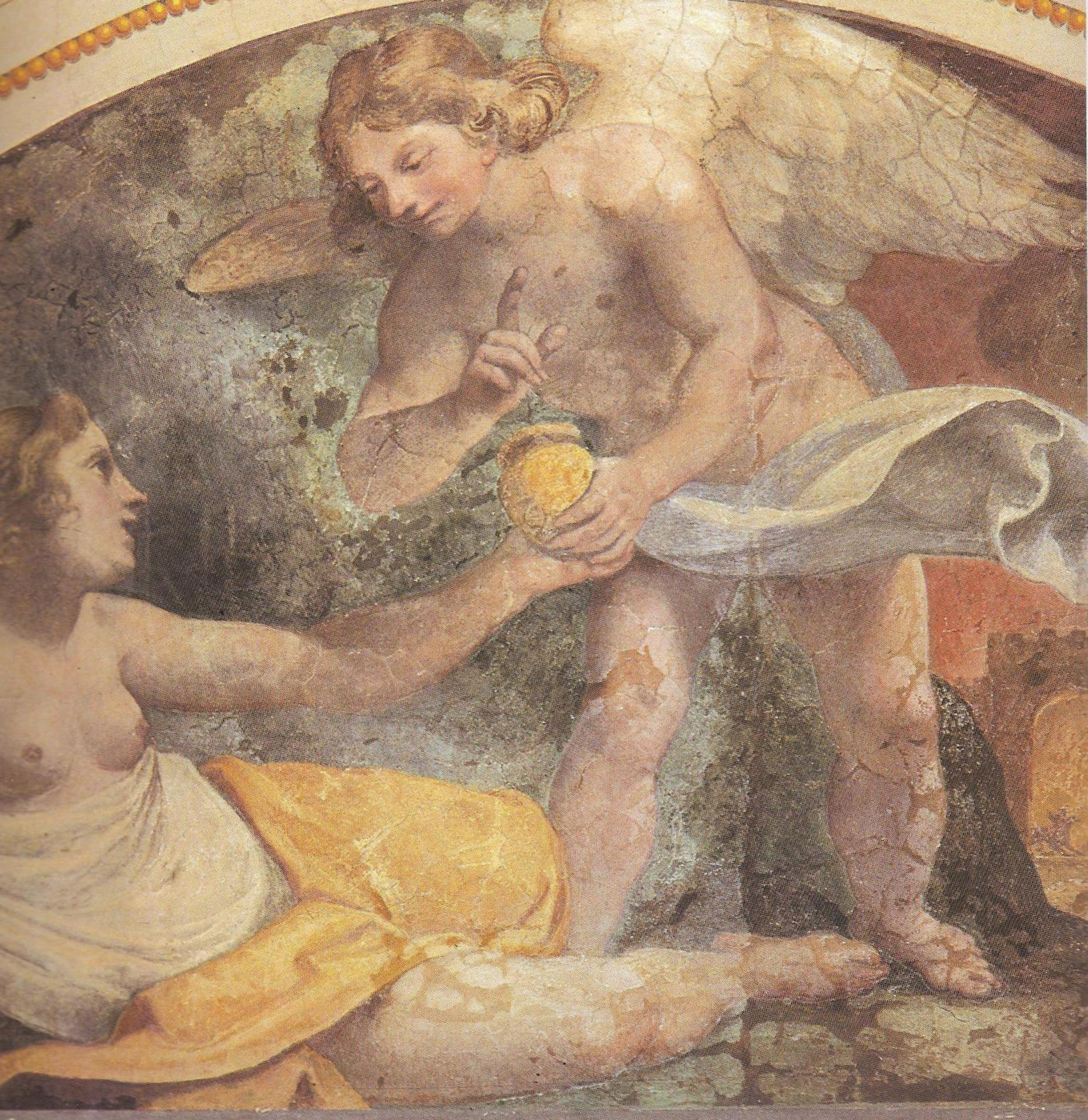
Favola di Psiche, particolare, Roma, Museo di Palazzo Braschi
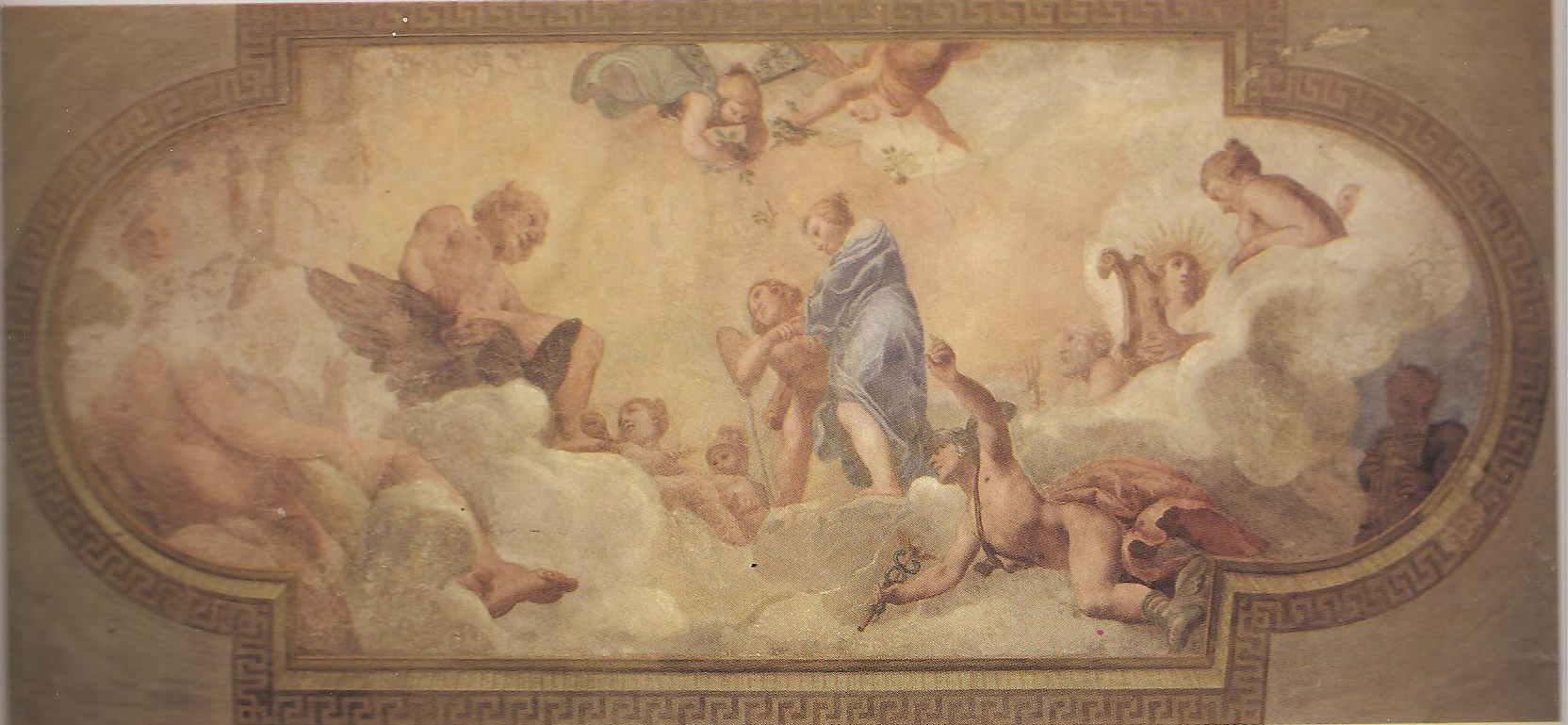
Favola di Psiche, particolare, Roma, Museo di Palazzo Braschi

### Altre opere
Altre opere importanti si trovano:
- a Roma, nella basilica di San Pietro in Vaticano (San Pietro che guarisce un lebbroso), nella basilica di San Paolo fuori le mura (Sepoltura di San Paolo (opera non finita)[22] e Santa Brigida adora il crocifisso) ed alcuni affreschi a Villa Borghese (Storie di Psiche)
- a Firenze, dove restano, tra le opere principali, una Venere con satiro. Come architetto gli viene attribuito il cortile di Palazzo Nonfinito a Firenze. Eseguì una statua di cera rappresentante l'anatomia umana di un corpo decorticato, tra i primi esempi noti di arte ceroplastica. L'opera dal titolo Lo scorticato è attualmente conservata al Museo del Bargello[12]
- a Napoli, nel Museo di Capodimonte è conservato l'olio su tela della Pietà
- a Forlì, nell'Abbazia di San Mercuriale (San Mercuriale che sottomette il drago)
- a Pisa, a Palazzo Giuli-Rosselmini-Gualandi, si trova un San Girolamo penitente del 1603 circa
- all'Ermitage, un San Francesco e una Circoncisione, entrambe degli anni novanta del Cinquecento provenienti dalla Chiesa di San Francesco (Prato)
- alla National Gallery di Washington, Adorazione dei pastori con santa Caterina (1599), Volto di Cristo (1559-1613 circa)
- a Parigi, La Vergine circondata da santi, coro della Chiesa di Notre-Dame-de-Bonne-Nouvelle

## Allievi
Tra i suoi principali allievi ci furono Cristofano Allori, Giulio Cesare Bedeschini, il fiammingo Giovanni Bilivert, Domenico Fetti, Giovanni Antonio Lelli, Aurelio Lomi, Pietro Medici, Gregorio Pagani, Andrea Commodi, Girolamo Buratti e Sigismondo Coccapani.